# Seznam slovenskih imen krajev v Avstriji
Seznam slovenskih imen krajev v Avstriji. V seznamu je poleg slovenskega imena po vzoru Pavla Zdovca navedena še tradicionalna regionalna opredelitev (po vejici, ali v oklepajih), nemško ime, eventualno poštna številka ter politična občina.
Poleg tega obstajajo tudi zgodovinski uradni, dvojezični krajevni imeniki za časa avstro-ogrske monarhije. Imenik iz leta 1860 je dvojezičen načeloma za celo Koroško. Seznam iz leta 1882 (2. izdaja) pa zajame kot dvojezične le tiste po ljudskem štetju 1880. Oba imenika sta kritično objavljena v: Enciklopedija slovenske kulturne zgodovine na Koroškem.
Poglavja A–Ž vsebujejo kraje na Koroškem. Ostali avstrijski kraji so navedeni spodaj v poglavju Nekoroški kraji.
Za nemško-slovenski in slovensko-nemški pregled glej tudi Seznam naselij na Koroškem (zvezna dežela).

## A
- Ačale, Atschalas, mesto Celovec[6]
- Apače, Abtei, občina Galicija

## B
- Babnjak, Babniak, mestna občina Borovlje
- Bače, Faak am See, mestna občina Bekštanj
- Bajdiše, pri Borovljah, Waidisch, mestna občina Borovlje
- Banja vas, pri Šentlipšu, Pfannsdorf, občina Žitara vas
- Baren, Sankt Gregorn, mestna občina Mostič
- Bekštanj, Finkenstein. tržna občina Bekštanj
- Bela, pri Beljaku, Fellach, mesto Beljak
- Bela, pri Galiciji, Vellach, občina Galicija
- Bela, pri Šmohorju, Vellach, tržna občina Šmohor - Preseško jezero
- Bela, pri Timenici, Vellach p.št. 9064, tržna občina Štalenska gora
- Bela, pri Železni Kapli, Vellach, občina Železna Kapla - Bela
- Bela, (pri Rebrci), Weissenbach, občina Železna Kapla - Bela
- Belcenek, Celovec, Welzenegg
- Belčnica, Wiltschnig, neuradno krajevno ime (pri Čajni v Ziljski dolini)
- Beljak, Villach, mesto Beljak
- Beljaške Toplice, Warmbad Villach, mesto Beljak
- Belovče, pri Dobrli vasi, Loibegg, tržna občina Dobrla vas
- Belšak, Weissenstein, mestna občina Pliberk
- Belščice, Ehrenthal, mesto Celovec (Trnja vas)[7]
- Betinja vas, Weitendorf, občina Škocjan v Podjuni
- Beznica, Weisnitzen, občina Suha
- Bezovje, Hollern, tržna občina Štalenska gora
- Bilčovs, Ludmannsdorf, občina Bilčovs
- Bilnjovs, pri Bilčovsu, Fellersdorf, občina Bilčovs
- Bistrica, pri Šentkakobu v Rožu, Feistritz, p.št. 9184, tržna občina Šentjakob v Rožu
- Bistrica na Zilji, Feistritz an der Gail, občina Bistrica na Zilji
- Bistrica ob Dravi, Feistritz an der Drau, p.št. 9710, tržna občina Špatrjan
- Bistrica pri Pliberku, Feistritz ob Bleiburg, občina Bistrica pri Pliberku
- Bistrica v Rožu, Feistritz im Rosental, občina Bistrica v Rožu
- Blače, v Ziljski dolini, Vorderberg, občina Štefan na Zilji
- Blato, pri Mišelčah, Blatta, občina Čajna v Ziljski dolini
- Blato, pri Galiciji, Moos, občina Galicija
- Blato, pri Pliberku, Moos, mestna občina Pliberk
- Blato, Raunachmoos, p.št. 9064 Štalenska gora, občina Pokrče
- Blato, pri Trušnjah, Moos, mestna občina Velikovec
- Blato, pri Kostanjah, Moos, tržna občina Vrba na Koroškem
- Blato, pri Žrelcu, neuradno krajevno ime, občina Žrelec
- Blato pri Grebinju (Grebinjsko Blato, Grebinjska Gmajna), Griffnergemeinde, tržna občina Grebinj
- Blažnja vas, pri Celovcu, Blasendorf, mesto Celovec
- Borče, Förk, občina Čajna v Ziljski dolini
- Borlje, v Ziljski dolini, Förolach, mestna občina Šmohor - Preseško jezero
- Borovčice, pri Blatogradu, Bärndorf, občina Možberk
- Borovec pri Važenberku, Führholz, mestna občina Velikovec
- Borovje, pri Pliberku, Woroujach, mesta občina Pliberk
- Borovje, Farchern, tržna občina Štalenska gora in mesto Celovec
- Borovlje, Ferlach, mestna občina Borovlje
- Borovnica, pri Apačah, Freibach, občina Galicija
- Borovnica (pri Borovljah), Freibach, občina Sele
- Borovnica, pri Brdu, Braunitzen, mestna občina Šmohor - Preseško jezero
- Borovniče / Briniče, Fahrendorf, tržna občina Vrba na Koroškem
- Boršt (na Teholici), Forstsee, občina Teholica ob Vrbskem jezeru
- Božji grob, pri Pliberku, Heiligengrab, mestna občina Pliberk
- Božniče, Feschnig, mesto Celovec[7]
- Branča vas, Franzendorf, občina Bilčovs
- Brankovec (pri Šentjurju na Vinogradih in pri Šmarjeti), Frankenberg, mestna občina Velikovec
- Brdo, pri Grabštajnu, Werda, občina Grabštanj
- Brdo, pri Šmohorju, Egg bei Hermagor, mestna občina Šmohor - Preseško jezero
- Brdo ob Baškem jezeru, Egg am Faaker See, mesto Beljak
- Breg, pri Grebinju, Unterrain (p.št. 9112), tržna občina Grebinj
- Breg, pri Krki, Rain (9131), tržna občina Pokrče
- Breg, pri Rožeku, Frög (poštna številka 9232), tržna občina Rožek
- Breg, pri Žvabeku, Hart (p.št. 9150), občina Suha
- Breg, pri Žitari vasi, Rain (p.št. 9133), občina Žitara vas
- Breg, pri Podkrnosu, Rain (p.št. 9065), občina Žrelec
- Brege, pri Pliberku, Draurain, mestna občina Pliberk
- Breška vas, pri Šmihelu, Pirkdorf, 9143, občina Bistrica pri Pliberku
- Breza, pri Kazazah, Pirk, občina Dobrla vas
- Breza, ob Vrbskem jezeru, Pirk, občina Kriva Vrba
- Breza, Pirk p.št. 9064 Škofji Dvor, tržna občina Štalenska gora
- Breze, pri Beljaku, Fresach, občina Breze
- Brezje (pri Mohličah), Pirk (p.št. 9132), občina Galicija
- Brezje (nad Grebinjem), Wriesen (p.št. 9104), tržna občina Grebinj
- Brezje, pri Rožeku, Pirk (p.št. 9232), občina Rožek
- Breznica, pri Šentlenartu pri Sedmih studencih, Frießnitz /tudi Friesnitz/ (p.št. 9587), tržna občina Bekštanj
- Breznica, pri Šentjakobu, Frießnitz (p.št. 9183), občina Šentjakob v Rožu
- Breznica, v Šentlipšu, Wrießnitz /tudi Wriesnitz/ (p.št. 9141), občina Žitara vas
- Breže, na Koroškem, p.št. 9360, Friesach, 9360, mestna občina Breže
- Brežnje, pri Podgorjah, Fresnach, tržna občina Šentjakob v Rožu
- Brnca, pri Beljaku, Fürnitz, tržna občina Bekštanj
- Brnce, pri Šentpetru na Vašinjah, Wernzach, mestna občina Velikovec
- Brniče, Fahrendorf, tržna občina Vrba na Koroškem
- Brodi, pod Ljubeljem, Loibltal, mestna občina Borovlje
- Broje, pri Rožeku, Frojach, tržna občina Rožek
- Bučinja vas, pri Pokrčah, Wutschein, tržna občina Pokrče
- Bučinja vas, na Gosposvetskem polju, Wutschein, tržna občina Gospa Sveta
- Bukovje, pri Dobrli vas, Buchbrunn, tržna občina Dobrla vas

## C
- Celovec, Klagenfurt (am Wörthersee), mesto
- Celovška kotlina, Klagenfurter Becken
- Celovška ravnina, Klagenfurter Ebene
- Celovško polje, Klagenfurter Feld
- Cetinje, pri Skočidolu, Zettin, občina Vernberk
- Cotarija, pri Podkrnosu, Zetterei, občina Žrelec

## Č
- Čače, pod Dobračem, Saak, (p.št. 9611), občina Čajna v Ziljski dolini
- Čahorče, pri Kotmari vasi, Tschachoritsch, občina Kotmara vas
- Čajna, v Ziljski dolini, Nötsch im Gailtal, občina Čajna v Ziljski dolini
- Čajnče, pri Celovcu, Tultschnig, mesto Celovec (Golovica)
- Čajnža vas, pri Pokrčah, St. Johann, tržna občina Pokrče
- Čarče, pri Velikovcu, Hafendorf, mestna občina Velikovec
- Čava, pri Šentlenartu pri Sedmihi Studencih, Tschau, tržna občina Podklošter
- Čavje, pri Ledincah, Paradies, tržna občina Bekštanj
- Čemernica nad Svatnami v Rožu, Tschemernitzen, tržna občina Šentjakob v Rožu
- Čepiče, pri Globasnici, Tschepitschach, občina Globasnica
- Čepiče (pri Grabštajnu), Zapfendorf, občina Grabštanj
- Čezava, Gaisbach, občina Kotmara vas
- Čilberk, Zeiselberg, tržna občina Štalenska gora
- Činoviče, pri Mariji na Zilji, Tschinowitsch, mesto Beljak
- Čirkovče pri Pliberku, Schiltendorf, mestna občina Pliberk
- Črešnje, pri Šentjurju, Kerschdorf (p.št. 9612), občina Čajna v Ziljski dolini
- Črešnje, pri Kostanjah, Kerschdorf (p.št. 9220), tržna občina
- Črezdol, pri Kotmari vasi, Tschrestal, občina Kotmara vas
- Črezoplje, pri Kostanjah, Überfeld, tržna občina Vrba na Koroškem
- Črgoviče, pri Šmihelu, Tscherberg, občina Bistrica pri Pliberku
- Črniče, na Teholici, Schwarzendorf, občina Teholica ob Vrbskem jezeru
- Črne Djekše, Schwarzdiex, občina Djekše
- Črni Grad, na Kostanjah, Schmarozerwald, tržna občina Vrba na Koroškem
- Črni Grad, pri Velikovcu, Neudenstein, mestna občina Velikovec
- Čuta, Tschutta, tržna občina Mostič

## D
- Deber, pri Logi vasi, Deber, tržna občina Vrba na Koroškem
- Delnja vas, pri Žrelcu, Niederdorf, občina Žrelec
- Deščice, pri Šentilju, Dieschitz, tržna občina Vrba na Koroškem
- Dešinje, pri Škofjem Dvoru, Ochsendorf, tržna občina Mostič
- Dhovše pri Celovcu, Lendorf, mesto Celovec (Dhovše)
- Djekše, Diex, občina Djekše
- Dob, pri Pliberku, Aich, mestna občina Pliberk
- Dob, pri Logi vasi, Aich, občina Škofiče
- Dobajna, pri Hodišah, Dobein, občina Hodiše
- Dobajnica, pri Hodišah, Dobeinitz, občina Hodiše
- Dobje, pri Ločah, Aichwald, tržna oblina Bekštanj
- Dobje, pri Grabštanju, Aich, občina Grabštanj
- Dobje, pri Trušnjah, Aich, mestna občina Velikovec
- Dobje, pri Žrelcu, Aich an der Strasse, občina Žrelec
- Dobrava, Mittewald (p.št. 9580), mesto Beljak
- Dobrava, v Borovljah, Dobrowa (p.št. 9170), mestna občina Borovlje
- Dobrava, pri Dobrla vasi, Hart (p.št. 9141), tržna občina Dobrla vas
- Dobrava, pri Gospe Sveti, (p.št. 9063), tržna občina Gospa Sveta
- Dobrava, Hart, tržna občina Mostič
- Dobrava, pri Vogrčah, Dobrowa /tudi Dobrova/ (p.št. 9150), mestna občina Pliberk
- Dobrava, pri Pokrčah, Dobrava (p.št. 9131), tržna občina Pokrče
- Dobrava, pri Rudi, Dobrowa /tudi Dobrova/ (p.št. 9113), občina Ruda
- Dobrava, pri Žvabeku, Hart (p.št. 9150), občina Suha
- Dobrava, pri Šmarjeti v Rožu, Dobrowa (p.št. 9173), občina Šmarjeta v Rožu
- Dobrava pri Brdu pri Šmohorju, Eggforst (p.št. 9620), mestna občina Šmohor - Preseško jezero
- Dobrava, pri Vovbrah, Dobrowa (p.št. 9111), mestna občina Velikovec
- Dobrava, pri Žitari vasi, Hart (p.št. 9133), občina Žitara vas
- Dobrčna vas, pri Šmarjeti pri Velikovcu, Gutendorf, mesta občina Velikovec
- Dobrla vas, Eberndorf, tržna občina Dobrla vas
- Dolča vas, pri Žihpoljah, Toppelsdorf, občina Žihpolje
- Dole (pri Mariji na Zilji), Duel (p.št. 9500), mesto Beljak
- Dole, pri Šentjurju na Zilji, Dellach (p.št. 9612), občina Čajna v Ziljski dolini
- Dole (pri Sinči vasi), Duell (p.št. 9125), tržna občina Dobrla vas
- Dole, pri Vetrinju, Thal (p.št. 9037), občina Kotmara vas
- Dole, pri Otoku, Dellach (p.št. 9082), občina Otok
- Dole, pri Vratih, Pessendellach (p.št. 9602), tržna občina Podklošter
- Dole, pri Rožeku, Duel (p.št. 9232), tržna občina Rožek
- Dole, pri Škocjanu, Duell (p.št. 9122), občina Škocjan v Podjuni
- Dole, pri Šmarjeti, Dullach (p.št. 9137), občina Šmarjeta v Rožu
- Dole, pri Brdu pri Šmohorju, Dellach (p.št. 9624), mestna občina Šmohor - Preseško jezero
- Dole, pri Šentpetru na Vašinjah, Dullach (p.št. 9100), mestna občina Velikovec
- Dole, pri Tinjah, Dullach (p.št. 9121), mestna občina Velikovec
- Dole, pri Podravljah, Duel (p.št. 9241), občina Vernberk
- Dole, pri Vrbi, Duel (p.št. 9220), tržna občina Vrba na Koroškem
- Dole, pri Žitari vasi, Dullach (p.št. 9133), občina Žitara vas
- Dolga Brda, pri Grebinju, Langegg, tržna občina Grebinj
- Doli, pri Borovljah, Dollich, mestna občina Borovlje
- Dolina, pri Pokrčah, Dolina, občina Grabštanj
- Dolinče, pri Galiciji, Dolintschach, občina Galicija
- Dolinčiče, pri Galiciji, Dolintschach, občina Galicija
- Dolinčiče, pri Pliberku, Dolintschitschach, občina Bistrica pri Pliberku
- Dolinčiče, pri Rožeku, Dolintschach, tržna občina Rožek
- Dolinja vas, pri Rudi, Niederdorf, občina Ruda
- Dolinja vas, Niederdorf, stara občina Tinje
- Dolnja vas, pri Žvabeku, Unterdorf, občina Suha
- Dolnja vas, pri Šmarjeti v Rožu, Niederdörfl, občina Šmarjeta v Rožu
- Domačale, Damtschach, občina Vernberk
- Domačnja vas, pri Šenttomažu, Matzendorf, tržna občina Štalenska gora
- Dominča vas, pri Timenici, Deinsdorf, tržna občina Štalenska gora
- Došenče, ob Vrbskem jezeru, Töschling, občina Teholica ob Vrbskem jezeru
- Drabosnje, pri Kostanjah, Drabosenig, tržna občina
- Drabunaže, pri Galiciji, Drabunaschach, občina Galicija
- Draganče, pri Štefanu na Zilji, Dragantschach, občina Štefan na Zilji
- Draganje, pri Vernberku, Ragain, občina Vernberk
- Dragniče, pri Podravljah, Dragnitz, občina Vernberk
- Dragožiče, pri Podgorjah, Dragositschach, občina Šentjakob v Rožu
- Drašče, v Ziljski dolini, Draschitz, občina Straja vas
- Drava, pri Mariji na Zilji, St. Niklas an der Drau, mesto Beljak
- Drava, pri Rožeku, Drau, občina Rožek
- Dravče, Beljak, fara Škočidol, Drautschen
- Dravski Dvor, pri Tinjah, Drauhofen, mestna občina Velikovec
- Draža vas, pri Grabštajnu, Pirk, občina Grabštanj
- Draženj, nad Krivo Vrbo, Drasing, občina Kriva Vrba
- Dražnja vas, pri Celovcu, Drasendorf, mesto Celovec
- Drevlje, na Zilji, Dreulach, občina Straja vas
- Drobolje ob Baškem jezeru, Drobollach am Faaker See, mesto Beljak
- Drumlje, pri Labotu, Wunderstätten, občina Ruda
- Drveša vas, pri Pliberku, Ebersdorf, mestna občina Pliberk
- Suho polje (Dürnfeld), pri Timenici, glej Nice, Dürnfeld, tržna občina Štalenska gora
- Dvor, pri Dobrli vasi, Hof, tržna občina Dobrla vas
- Dvor, pri Šmihelu, Hof, občina Bistrica pri Pliberku
- Dvor, pri Vrbi, Kranzlhofen, tržna občina Vrba na Koroškem
- Dvorče, pri Šentjurju na Zilji, Wertschach, občina Čajna v Ziljski dolini
- Dvorec, pri Maloščah, Höfling (p.št. 9584), tržna občina Bekštanj
- Dvorec, pri Hodišah, Höflein (p.št. 9074), občina Hodiše
- Dvorec, pri Radišah, Schwarz /tudi Höflein/ (p.št. 9065), stara običina Radiše, občina Žrelec

## E
- Encelna vas, pri Galiciji, Enzelsdorf, občina Galicija
- Encelna vas, pri Grebinju, Enzelsdorf, občina Grebinj
- Eppersdorf (tržna občina Mostič) glej Šentpeterski Grad

## F
- Frajnberk, pri Škofjem Dvoru, Freudenberg, tržna občina Štalenska gora[8]

## G
- Gabrje, pri Rudi, Haberberg, občina Grebinj
- Galicija, Gallizien, občina Galicija
- Gargorica, pri Žihpoljah, Angersbichl, občina Žihpolje
- Glinje, pri Borovljah, Glainach, mestna občina Borovlje
- Globasnica, Globasnitz, občina Globasnica
- Gluhi Les, pri Šentvidu v Podjuni, Lauchenholz, občina Škocjan v Podjuni
- Gocina, pri Brdu v Ziljski dolini, Götzing, mestna občina Šmohor - Preseško jezero
- Golovica, na Svinški planini, Wölfnitz, tržna občina Grebinj
- Golovica (pri/v Celovcu), Wölfnitz, mesto Celovec, Golovica
- Golšovo, pri Žihpoljah, Göltschach, občina Žihpolje
- Gora, pri Bilčovsu, Rupertiberg, občina Bilčovs
- Gora, pri Vetrinju, Berg, mesto Celovec
- Gora, pri Hodišah, Höhe, občina Hodiše
- Gora, pri Lipi, Bergl, občina Rožek
- Gora, pri Rožeku, Berg, občina Rožek
- Gora (na Teholici), tudi Šentjernej na Gori, St. Bartlmä, občina Teholica ob Vrbskem jezeru
- Gorce, pri Tinjah, Wurzen, stara občina Tinje, mestna občina Velikovec
- Gorčica, pri Vetrinju, Goritschitzen, mesto Celovec
- Goreča vas, pri Škocjanu, Brenndorf, občina Škocjan v Podjuni
- Gorenče (župnija, pokrajina), Gorentschach, občina Ruda
- Gorica, na Vrbskem jezeru, Maria Loretto, mesto Celovec
- Goriče, pri Borovljah, Görtschach, mestna občina Borovlje
- Goriče, pri Mohličah, Goritschach, občina Galicija
- Goriče, pri Tinjah, pri Pokrčah, Goritschach, občina Pokrče
- Goriče, pri Škofičah, Goritschach, občina Škofiče
- Goriče, v Ziljski dolini, Görtschach, mestna občina Šmohor - Preseško jezero
- Goriče, pri Podravljah, Goritschach, občina Vernberk
- Goriče, pri Žitari vasi, Goritschach, občina Žitara vas
- Goriče, pri Podgradu, pri Medgorjah, Goritschach, občina Žrelec
- Goričica, pri Šenttomažu, Kreuzbichl, stara občina Šenttomaž, tržna občina Štalenska gora
- Gorinčiče, pri Šentjakobu v Rožu, Gorintschach, tržna občina Šentjakob v Rožu
- Gorinčiče, pri Šentilju, Gorintschach, tržna občina
- Gorje, pri Kotmari vasi, Göriach, občina Kotmara vas
- Gorje, na Zilji, Göriach, občina Straja vas
- Gorje, pri Otmanjah, Göriach, tržna občina Štalenska gora
- Gorje, pri Vrbi, Göriach, tržna občina
- Gorjuše, pri Grebinju, Gariusch, tržna občina Grebinj
- Gornja vas, pri Žvabeku, Oberdorf, občina Suha
- Gornja vas, pri Šmarjeti v Rožu, Oberdörfl, občina Šmarjeta v Rožu
- Gornja vas, pri Kostanjah, Oberdorf, tržna občina
- Gornje Sele, pri Šentpetru na Vašinjah, Obersielach, mestna občina Velikovec
- Goselna vas, Gösselsdorf, tržna občina Dobrla vas (Goslinsko jezero)
- Gosinje, pri Šentjurju na Vinogradih, Gänsdorf, tržna občina Velikovec
- Gospa Sveta, Maria Saal, tržna občina Gospa Sveta
- Gosposvetsko polje, Zollfeld (vas in dolina)
- Gostinja vas, pri Štefanu na Zilji, Köstendorf, občina Štefan na Zilji
- Grabalja vas, pri Škocjanu, Grabelsdorf, občina Škocjan v Podjuni
- Graben, pri Kazazah, Graben, občina Dobrla vas
- Grablje, pri Pliberku, Grablach, mestna občina Pliberk
- Grabštanj, Grafenstein, občina Grabštanj
- Grače, pri Šentrupertu pri Beljaku, Gratschach, mesto Beljak
- Grad, pri Grebinju, Schlossberg, tržna občina Grebinj
- Gradiče, pri Suhi, Graditschach, občina Suha
- Gradnice, pri Žrelcu, Gradnitz, občina Žrelec
- Granica, Granitztal, tržna občina Šentpavel v Labotski dolini
- Grebinj, Griffen, tržna občina Grebinj
- Grebinjska Gmajna, Griffenergemeinde, tržna občina Grebinj
- Grebinjski Klošter, Stift Griffen, tržna občina Grebinj
- Groblje pri Gospe Sveti, Gröblach, tržna občina Gospa Sveta
- Groblje pri Otmanjah, Magdalensberg (nekoč Gröblach), tržna občina Štalenska gora
- Grobniško polje, Krappfeld[9]
- Grpiče, pri Brnci, Korpitsch, tržna občina Bekštanj
- Gruča, pri Rudi, Grutschen, občina Ruda in tržna občina Grebinj (Pavle Zdovc: "V neposredni soseščini, toda v občini Šentpavel v Labotski dolini ([političen okraj] Wolfsberg (Volšperg, op.), sta naselji Slovenja Gruča in Nemška Gruča, nem. Windisch-Grutschen in Deutsch-Grutschen.")[10]
- Grunčiče, pri Šentjurju na Vinogradih, Kremschitz, mestna občina Velikovec
- Gundrska vas, pri Šenttomažu, Gundersdorf, tržna občina Štalenska gora
- Gurčiče, pri Šentpetru na Vašinjah, Gurtschitschach, mestna občina Velikovec
- Guttaring, glej Kotarče

## H
- Haber pri Medgorjah, Haber, občina Žrelec
- Hadre pri Štefanu na Zilji, Hadersdorf, občina Štefan na Zilji
- Hače, Hatschach, del vasi Podrožca, Rosenbach, tržna občina Šentjakob v Rožu
- Harbach, pri Celovcu, glej Kazaze
- Hmelše, pri Šmarjeti v Rožu, Homölisch, občina Šmarjeta v Rožu
- Hodajnče, na Teholici, Hadanig, občina Teholica ob Vrbskem jezeru
- Hodiše, Keutschach, občina Hodiše
- Hodnina, nad Šentjakobom v Rožu, Kanin, tržna občina Šentjakob v Rožu
- Hojovče, pri Možberku, Hohenfeld, občina Možberk
- Holbiče, pri Škofičah, Techelweg, občina Škofiče
- Hom, pri Velikovcu, Kulm, mestna občina Velikovec
- Homberk, pri Tinjah, Höhenbergen, stara občina Tinje, mestna občina Velikovec
- Homec, pri Dobrli vasi, Homitzberg /tudi Homitz/ (p.št. 9141), tržna občina Dobrla vas
- Homec, pri Grebinju, Kaunz (p.št. 9104), tržna občina Grebinj
- Homeliše, v Selah, Zell-Hömolisch, občina Sele
- Homeliše, pri Žitari vasi, Homelitschach, občina Žitara vas
- Horce, pri Škocjanu, Horzach I., občina Škocjan v Podjuni
- Horce, pri Šentvidu v Podjuni, Horzach II., občina Škocjan v Podjuni
- Horce, pri Tinjah, Wurzen, mestna občina Velikovec
- Hovart, pri Kostanjah, Schmarotzerwald, tržna občina
- Hovč, pri Kotmari vasi, Aich, občina Kotmara vas
- Hovče, pri Škočidolu, Kaltschach, občina Vernberk
- Hovja vas, pri Žrelcu, Pfaffendorf, občina Žrelec
- Hrastovica, pri Celovcu, Krastowitz, mesto Celovec
- Hrašče, pri Mariji na Zilji, Kratschach, mesto Beljak
- Hrblje, pri Šentjurju na Zilji, Kreublach, občina Čajna v Ziljski dolini
- Hrebl(j)e, Krähwald, tržna občina Mostič
- Hrenovče, pri Velikovcu, Krenobitsch, mestna občina Velikovec
- Hriber, pri Ločah ob Baškem jezeru, Oberaichwald, tržna občina Bekštanj
- Hrovače, pri Pokrčah, Krobathen, občina Pokrče
- Hudi Kraj, pri Djekšah, Bösenort, občina Djekše
- Hum, pri Tinjah (Pokinj); Pakein, občina Grabštanj
- Hum, pri Rožeku, Humberg, tržna občina Rožek
- Humberk, pri Žihpoljah, Hollenburg, občina Kotmara vas
- Humče, pri Kazazah, Humtschach, tržna občina Dobrla vas
- Humče, pri Žihpoljah, Guntschach, občina Žihpolje
- Humec, pri Pliberku, Heiligengrab, mestna občina Pliberk
- Humec, pri Šentilju ob Dravi (hrib s cerkvijo), --, tržna občina
- Humelše (pri Grabštajnu), Gumisch, občina Grabštanj
- Hutna vas, pri Celovcu, Gutendorf, mesto Celovec (Trnja vas)

## I
- Ilovje pri Kotmari vasi, Lambichl, občina Kotmara vas
- Imov, pri Žihpoljah, Haimach, občina Žihpolje
- Incmanja vas, Münzendorf, občina Grabštanj
- Ingarje, pri Žihpoljah, Angern, občina Žihpolje
- Ivnik, pri Suhi, Illmitzen, občina Suha

## J
- Jadovce, pri Grabštanju, Thon, občina Grabštanj
- Jaklin, pri Borovljah, Jaklin, mestna občina Borovlje
- Ječmen, pri Grabštajnu/Pri Ječmenu, Kleinvenedig, občina Grabštanj
- Jeriše, pri Rebrci, Jerischach, občina Žitara vas
- Jezerca, pri Vetrinju, Seebach, mesto Celovec
- Jezerce, nad Vrbo, Oberjeserz, tržna občina Vrba na Koroškem
- Jezerce, pri Logi vasi, Unterjeserz, tržna občina Vrba na Koroškem
- Jezernica, pri Beljaku, Seebach (9524), mesto Beljak (Šmadlen)
- Jezernica, pri Sinči vasi, Seebach (9525), tržna občina Dobrla vas
- Jezerski vrh, Seebergpass, tržna občina Železna Kapla - Bela
- Jožap (pri Jožapu), pri/v Šenttomažu pri Celovcu (neuradno krajevno ime), Joschap (Joschapsiedlung), p.št. 9064, tržna občina Štalenska gora
- Južna Koroška (Avstrija), Südkärnten

## K
- Kajzaze, pri Bilčovsu, Edling, občina Dobrla vas
- Kajže, pri Glinjah, Dörfl, mestna občina Borovlje
- Kajže (pri Radišah), Moosberg, občina Žrelec
- Kališe (glej Sele), --, občina Sele
- Kamen, v Podjuni, Stein im Jauntal, občina Škocjan v Podjuni
- Kamenska Gora, v Podjuni, Steinerberg, občina Škocjan v Podjuni
- Kanarn, pri Rudi, Kanaren, občina Ruda
- Kapla ob Dravi, Kappel an der Drau, mestna občina Borovlje
- Karnijske Alpe, Karnische Alpen
- Kazaze, v Podjuni, Edling, tržna občina Dobrla vas
- Kazaze, pri Celovcu (v Šentpetru v Celovcu), Harbach, mesto Celovec (Šentpeter)[8]
- Kazaze, pri Štefanu na Zilji, Edling, občina Štefan na Zilji
- Klanče, pri Galiciji, Glantschach, občina Galicija
- Kleče, pri Vovbrah, Gletschach, tržna občina Grebinj
- Kleče, pri Škočidolu, Kletschach, občina Vernberk
- Klopce, pri Škofičah, Penken, občina Škofiče
- Klopče, pri Velikovcu, Penk, mestna občina Velikovec
- Klopinj, pri Škocjanu, Klopein, občina Škocjan v Podjuni
- Kloštrske Gore, Klosterberg, tržna občina Grebinj
- Kneža, pri Djekšah, Grafenbach, občina Djekše
- Koče, v Ziljski dolini, Kötschach (glej Koče - Muta)
- Koče - Muta v Ziljski dolini, Kötschach-Mauthen, tržna občina Koče - Muta
- Kočuha, pri Šmarjeti, Gotschuchen, občina Šmarjeta v Rožu
- Kogelska Gora, Kogelnigberg, občina Suha
- Kokje, pri Dobrla vasi, Köcking, tržna občina Dobrla vas
- Komelj, pri Pliberku, Kömmel, mestna občina Pliberk
- Komeljski Vrh, pri Pliberku, Kömmelgupf, mestna občina Pliberk
- Konatiče, pri Lipi nad Vrbo, Kantnig, tržna občina
- Konoveče, pri Pliberku, Gonowetz, občina Bistrica pri Pliberku
- Kopanje, pod Jepo, Kopein (p.št. 9581), občina Bekštanj
- Kopanje, pri Vetrinju, Kreuth (p.št. 9073), mestno Celovec
- Koprivna (na Srednjem Kotu), --, občina Sele
- Koprivna, pri Železni Kapli, Koprein Sonnseite, tržna občina Železna Kapla - Bela
- Koren, pri Kostanjah, Wurzen, tržna občina
- Korensko sedlo, Wurzenpass, tržna občina Podklošter
- Korpiče (pri Želinjah), Korb, mestna občina Velikovec
- Korte, pri Železni Kapli, Trögern, tržna občina Železna Kapla - Bela
- Kostanje, nad Vrbskim jezerom, Köstenberg (p.št. 9231), tržna občina Vrba na Koroškem
- Kot, pri Šmihelu, Winkel (p.št. 9143), občina Bistrica pri Pliberku
- Kot, v Selah, Zell-Winkel (p.št. 9170), občina Sele
- Kot, pri Šentjakobu, Winkl (p.št. 9184), tržna občina Šentjakob v Rožu
- Kot, pri Žitari vasi, Winkel (p.št. 9133), občina Žitara vas
- Kotarče, Guttaring, tržna občina Kotarče
- Kotmara vas, Köttmannsdorf, občina Kotmara vas
- Kovače, Schmieddorf, tržna občina Mostič
- Koviče, pri Bilčovsu, Lukowitz, občina Bilčovs
- Kozasmoje, pri Medgorjah, Kosasmojach, občina Žrelec
- Kozjaki, pri Vinogradih, --, občina Žitara vas
- Kozje, pri Radišah, Kossiach, občina Žrelec
- Kozloz, pri Brdu na Zilji, Grafenau, mestna občina Šmohor - Preseško jezero
- Kožentavra, pri Borovljah, Kirschentheuer, mestna občina Borovlje
- Kraje, pri Svečah, Oberkrajach, občina Bistrica v Rožu
- Krasnica, pri Rudi, Krassnitz, občina Ruda
- Krčanje, nad Grebinjem, Greutschach, občina Grebinj in občina Djekše
- Krejance, pri Galiciji, Krejanzach, občina Galicija
- Krejčice, pri Šenturhu na Šentjanški gori, Greschitz, tržna občina Mostič
- Krištofova Gora, Christophberg, tržna občina Mostič
- Krištofov Grad, pri Grabštanju, Schloss Rain, občina Grabštanj
- Kriva Vrba, Krumpendorf, občina Kriva Vrba
- Krka, Gurk, tržna občina Krka
- Krnica, pri Šentpavlu pri Zilji, Karnitzen, občina Štefan na Zilji
- Krnski grad, Karnburg, tržna občina Gospa Sveta
- Kročja vas, pri Vernberku, Krottendorf, občina Vernberk
- Krošče, pri Šmiklavžu ob Dravi, Graschitz, mestna občina Beljak
- Krotna vas, pri Vetrinju, Krottendorf, mesto Celovec
- Kršna vas, pri Šentlipšu, Kristendorf, občina Žitara vas

## L
- Labenče, pri Čajni, Labientschach, občina Čajna v Ziljski dolini
- Labek (narečno Lobek), Labegg, tržna občina Mostič
- Labot, Lavamünd, tržna občina Labot
- Lačni Breg, Hungerrain, mestna občina Velikovec
- Ladine, pri Svečah, Ladinach, občina Bistrica v Rožu
- Ladine, pri Šentpetru pri Celovcu, Ladinach, mesto Celovec (Šentpeter)
- Lancova, pri Škocjanu v Podjuni, Lanzendorf, občina Škocjan v Podjuni
- Laze, pri Beljaku, Vassach, mesto Beljak
- Laze, pri Kostanjah, Laas, tržna občina
- Lečja Gora, pri Slovenjem Šmihelu, Linsenberg, občina Pokrče
- Lečne, pri Galiciji, Linsendorf, občina Galicija
- Led, na Gorenčah, Eis, občina Ruda
- Ledince, pri Baškem jezeru, Ledenitzen, tržna občina Bekštanj
- Lepa vas, pri Slovenjem Šmihelu, Schöndorf, mestna občina Velikovec[11]
- Lepena, pri Železni Kapli, Leppen, tržna občina Železna Kapla - Bela
- Lesine, pri Tinjah, Lassein, mestna občina Velikovec
- Lesna dolina, Lesachtal (istoimenska občina in pokrajina)
- Leše, pri Šentjakobu v Rožu, Lessach, tržna občina Šentjakob v Rožu
- Lešje, pri Grabštajnu, Haslach, občina Žrelec
- Letina, pri Šmihelu, Lettenstätten,občina Bistrica pri Pliberku
- Ležbe, pri Hodišah, Leisbach, občina Hodiše
- Libeliče, Leifling, občina Suha
- Libeliška Gora, Berg ob Leifling, občina Suha
- Libič, pri Pliberku, Libitsch, mestna občina Pliberk
- Libuče, pri Pliberku, Loibach, mestna občna Pliberk
- Ličja vas, pri Pokrčah, Leibsdorf, občina Pokrče
- Ličje, pri Otmanjah, Leibnitz, tržna občina Štalenska gora[8]
- Lihpolje, pri Podravljah, Lichtpold, občina Vernberk
- Limače, pri Šmohorju, Fritzendorf, mestna občina Šmohor - Preseško jezero
- Limarče, pri Celovcu, Limmersach, mesto Celovec
- Limarja vas, pri Šentjakobu ob Cesti, Limmersdorf, mesto Celovec
- Limberk, pri Grebinju, Limberg, tržna občina Grebinj
- Lipa, pri Rudi, Lind, tržna občina Grebinj
- Lipa, pri Hodišah, Linden, občina Hodiše
- Lipa v Dravski dolini, Lind im Drautal, občina Kleblach-Lind
- Lipa, pri Podkloštru, Lind, tržna občina Podklošter
- Lipa, pri Vrbi/nad Vrbo, Lind ob Velden, tržna občina Vrba na Koroškem
- Lipica, pri Rudi, Lippitzbach, občina Ruda
- Lipica, pri Radišah, Lipizach, občina Žrelec
- Lipje, pri Tinjah, Lind, občina Grabštanj
- Lipje, pri Kapli ob Dravi, Laipach, mestna občina Borovlje
- Lipovo, pri Šentpetru na Vašinjah, Lippendorf, mestna občina Velikovec
- Lisna, pri Šentpetru na Vašinjah, --, občina Ruda
- Lisna gora, pri Šentpetru na Vašinjah, --, občina Ruda
- Ljubelj, Loiblpass, mestna občina Borovlje
- Lobnik, pri Železni Kapli, Lobnig, tržna občina Železna Kapla - Bela
- Loče, ob Baškem jezeru, Latschach (p.št. 9623), tržna občina Bekštanj
- Loče, pri Otmanjah, Latschach (p.št. 9064), tržna občina Štalenska gora
- Loče, pri Melvičah, Latschach (p.št. 9624), mestna občina Šmohor - Preseško jezero
- Loče, pri Štefanu na Zilji, Latschach (p.št. 9624), občina Štefan na Zilji
- Loče, pri Šentilju, Latschach (p.št. 9220), tržna občina
- Ločilo, pri Podkloštru, Hart, tržna občina Podklošter
- Log, pri Beljaku, Auen, mesto Beljak
- Log, pri Škofičah, Auen, občina Škofiče
- Loga vas, ob Vrbskem jezeru, Augsdorf, tržna občina Vrba na Koroškem
- Loka, pri Glinjah, Laak, mestna občina Borovlje
- Loka, pri Vetrinju, Lak, mesto Celovec
- Lokovica, pri Pliberku, Lokowitzen, mestna občina Pliberk
- Lom (pri Pustrici), Lamm, mestna občina Šentandraž v Labotski dolini
- Lovanke, pri Dobrli vasi, Gablern, tržna občina Dobrla vas
- Lušje (pri Šmohorju), Luschau, mestna občina Šmohor - Preseško jezero
- Luže, nad Globasnico, Luscha, občina Globasnica

## M
- Mače, pri Svečah, Matschach, občina Bistrica v Rožu
- Majernik, ob Vrbskem jezeru, Maiernigg, občina Otok
- Mala Gora, pri Rožeku, Kleinberg (p.št. 9232), tržna občina Rožek
- Mala Gora, pri Bilčovsu, Kleinberg (p.št. 9072), občina Bilčovs
- Mala vas, pri Globasnici, Kleindorf, občina Globasnica
- Mala vas, pri Grebinju, Kleindörfl, tržna občina Grebinj
- Mala vas, pri Škocjanu, Kleindorf I, občina Škocjan v Podjuni
- Mala vas, pri Kamnu, Kleindorf II, občina Škocjan v Podjuni
- Malčape (pri Grabštanju), Zapfendorf, občina Grabštanj
- Malčape, pri Žitari vasi, Kleinzapfen, občina Žitara vas
- Male Djekše, pri Rudi, Kleindiex, občina Ruda
- Malence, pri Ledincah, Mallenitzen, občina Bekštanj
- Mali Strmec, pri Vrbi, Kleinsternberg, tržna občina
- Mali Šentpavel, Klein Sankt Paul (p.št. 9373), občina Mali Šentpavel
- Mali Šentvid, pri Šentjurju na Vinogradih, Klein Sankt Veit, (pošta 9371 Mostič), mestna občina Velikovec
- Mali Šentvid, pri Trgu, Klein Sankt Veit
- Malinica, Mallnitz
- Malo Sedlo, v bližini Marije na Zilji, Kleinsattel, mesto Beljak
- Malošče, pri Beljaku, Mallestig, tržna občina Bekštanj
- Marija na Zilji, Maria Gail, mesto Beljak
- Marija v Logu, Maria Luggau, občina Lesna dolina
- Marola, pri Trnji vasi, Marolla, mesto Celovec (Trnja vas)[7]
- Medborovnica, pri Borovljah, Unterferlach, mestna občina Borovlje
- Medgorje, Mieger, občina Žrelec
- Medrejtre, pri Kotmari vasi, Tretram, občina Kotmara vas
- Medvedji dol, Bärental, občina Bistrica v Rožu
- Megorje, pri Vetrinju, Migoriach, mesto Celovec
- Megrje, pod Dobračem, Oberfederaun, mesto Beljak
- Megvarje, pri Vratih, Maglern, tržna občina Podklošter
- Mele, pri Brdu, Mellach, mestna občina Šmohor - Preseško jezero
- Melviče v Ziljski dolini, Mellweg, mestna občina Šmohor - Preseško jezero
- Metlova, v Podjuni, Mittlern, tržna občina Dobrla vas
- Mihelska Gora, Michaelerberg, tržna občina Mostič
- Miklavčevo, pri Žitari vasi, Miklauzhof, občina Žitara vas
- Milje (Milštat ali Millstatt), Millstatt, tržna občina Milje
- Mirišče, pri Škofičah, Oberalbersdorf, občina Škofiče
- Mišelce, pri Šentjurju v Ziljski dolini, Michelhofen, občina Čajna v Ziljski dolini
- Mišlje, pri Slovenjem Šmihelu, Annamischl, občina Pokrče
- Mižlja vas, pri Otmanjah (Štalenska gora), Gammersdorf, tržna občina Štalenska gora
- Mlinare, pri Beljaku, Müllnern, občina Bekštanj
- Mlinče, pri Šentvidu v Podjuni, Müllnern, občina Žitara vas
- Mlinski Graben, pri Velikovcu, Mühlgraben, mestna občina Velikovec
- Močidle, pri Štefanu na Zilji, Matschiedl, občina Štefan na Zilji
- Močula, pri Suhi, Motschula, občina Suha
- Modrinja vas, pri Šmohoru, Möderndorf, mestna občina Šmohor - Preseško jezero
- Modrinja vas, pri Krnskem Gradu, Möderndorf, tržna občina Gospa Sveta
- Mohliče, v Podjuni, Möchling, občina Galicija
- Mokrije, pri Dobrli vasi, Mökriach, tržna občina Dobrla vas
- Mokrine, pri Šmohorju, Nassfeld, mestna občina Šmohor - Preseško jezero
- Moste, pri Brdu na Zilji, Brugg, mestna občina Šmohor - Preseško jezero
- Mostič, pri Kotmari vasi, Mostitz, občina Kotmara vas
- Mostič, Brückl, tržna občina Mostič
- Moščenica, pri Bilčovsu, Moschenitzen, občina Bilčovs
- Moše, pri Šmohorju, Möschach, mestna občina Šmohor - Preseško jezero
- Možberk, tudi Blatograd, Moosburg, občina Možberk
- Mrzla voda, pri Velikovcu, Kaltenbrunn, mestna občina Velikovec
- Murava, pri Baškem jezeru, Murau, mestna občina Beljak
- Muškava, pri Bilčovsu, Muschkau, občina Bilčovs
- Muta, v Ziljski dolini, Mauthen, tržna občina Koče - Muta
- Muta, pri Svečah, Unterkrajach, občina Bistrica v Rožu
- Muta, Gurkerwirt, občina Žrelec

## N
- Nad Dravo, pri Velikovcu, Ob der Drau, mestna občina Velikovec
- Nadrom, pri Žihpoljah, Nadram, občina Žihpolje
- Nagelče, pri Šentvidu v Podjuni, Nageltschach, občina Škocjan v Podjuni
- Napole, v Ziljski dolini, Nampolach, mestna občina Šmohor - Preseško jezero
- Na Potoku (pri Črešnjah na Kostanjah), Am Bach, tržna občina
- Na Spi, pri Vetrinju, Schmelzhütte, mesto Celovec
- Nerešovce, Nessendorf, mesto Celovec[8]
- Nica vas, pri Otmanjah, Eixendorf, tržna občina Štalenska gora
- Nizale, pri Štefanu na Zilji, Nieselach, občina Štefan na Zilji
- Nonča vas, pri Pliberku, Einersdorf, mestna občina Pliberk
- Nova vas, pri Škočidolu, Neudorf, občina Vernberk
- Nova vas, pri Vetrinju, Neudorf, mesto Celovec
- Nova vas, pri Šmohorju, Neudorf, mestna občina Šmohor - Preseško jezero
- Vesava, pri Kotmari vasi, Neusaß, občina Kotmara vas

## O
- Običe, pri Medgorjah, Obitschach, občina Žrelec
- Obirsko, pri Železni Kapli, Ebriach, tržna občina Železna Kapla - Bela
- Oblake, pri Štefanu na Zilji, Glabatschach, občina Čajna v Ziljski dolini
- Obrije, pri Galiciji, Abriach, občina Galicija
- Olše, Erlach, tržna občina Pokrče
- Olšenca, pri Velikovcu, Oschenitzen, mestna občina Velikovec
- Olšje, pri Grebinju, Erlach, tržna občina Grebinj
- Olšje, Erlendorf, p.št. 9587, tržna občina Podklošter
- Orlača vas, pri Velikovcu, Arlsdorf, mestna občina Velikovec
- Osoje, Ossiach, občina Osoje
- Osojnica, nad Žrelcem, Zwanzgerberg, občina Žrelec
- Osojske Ture, Ossiacher Tauern
- Otmanje, Ottmanach, tržna občina Štalenska gora
- Otoče, v Celovcu, Waidmannsdorf, mesto Celovec (Otoče)
- Otok, ob Vrbskem jezeru, Maria Wörth, občina Otok
- Otož, pri Šentilju ob Dravi, Ottosch, občina Škofiče
- Otrovca, pri Glinjah, Otrouza, mestna občina Borovlje
- Ovčjak, Eibelhof, občina Štalenska gora in občina Pokrče
- Ovčna, nad Ločami bo Baškem jezeru, Outschena, tržna občina Bekštanj
- Ovršje, Windische Höhe, občina Čajna v Ziljski dolini
- Ovše, pri Šenttomažu, Gottesbichl, tržna občina Štalenska gora

## P
- Paprače, pri Škofičah, Farrendorf, občina Škofiče
- Partovca, pri Šenttomažu, Portendorf, tržna občina Štalenska gora
- Pazrije, ob Preseškem jezeru, Passriach, mestna občina Šmohor - Preseško jezero
- Pecelj, pri Mohličah, Pölzling, občina Galicija
- Peče, pri Podkloštru, Pöckau, tržna občina Podklošter
- Pečnica, pri Ledincah, Petschnitzen, tržna občina Bekštanj
- Peračija, pri Škocjanu v Podjuni, Peratschitzen, občina Škocjan v Podjuni
- Perava, v Beljaku, Perau, mesto Beljak
- Pesje, Hundsdorf, mestna občina Velikovec
- Pešče, pri Strmcu, Sand, občina Vernberk
- Pešišče, pri Štefanu na Zilji, Tratten, občina Štefan na Zilji
- Pinja vas, pri Škofičah, Albersdorf, občina Škofiče
- Pirka, Pirkach, tržna občina Mostič
- Piskrče, pri Škocjanu, Piskertschach, občina Škocjan v Podjuni
- Planina (pri Vetrinju), Alpen, mesto Celovec
- Planja, pri Brdu na Zilji, Süßenberg, mestna občina Šmohor - Preseško jezero
- Plašišče, pri Hodišah, Plaschischen, občina Hodiše
- Plajberk pri Beljaku, Bad Bleiberg, tržna občina Plajberk pri Beljaku
- Plaznica, pri Šentlipšu, Blasnitzenberg, občina Žitara vas
- Plešerka, pri Hodišah, Plescherken, občina Hodiše
- Plešivec na Gosposvetskem polju, Tanzenberg, mestna občina Šentvid ob Glini
- Plešivec, pri Kotmari vasi, Plöschenberg, občina Kotmara vas
- Pliberk, Bleiburg, mestna občina Pliberk
- Pobreže, pri Pokrčah, Pubersdorf, tržna občina Pokrče
- Poddobrava, na Zilji, Dobrova, mesto Beljak
- Pod Dobravo, na Zilji, Dobrova, župnija Marija na Zilji, mesto Beljak
- Poden, pri Slovenjem Plajberku, Bodental, mestna občina Borovlje
- Poden, tudi Na Podnu, Bodenhof, občina Štefan na Zilji
- Podgora, v Rožu, Unterbergen im Rosental (p.št. 9163), mestna občina Borovlje
- Podgora, pri Šentlipšu, Unterbergen (p.št. 9141), tržna občina Dobrla vas
- Podgora, pri Globasnici tudi pri Večni vasi in pri Šmihelu, Unterbergen (p.št. 9142), občina Globasnica
- Podgora, pri Rudi, Unternberg (p.št. 9113), občina Ruda
- Podgorje, v Rožu, Maria Elend (p.št. 9182), tržna občina Šentjakob v Rožu
- Podgorje (pri Slovenjem Šmihelu), Unterbergen (p.št. 9064 Škofji Dvor), mestna občina Velikovec
- Podgrad, pri Bilčovsu, Pugrad, občina Bilčovs
- Podgrad, ob Klopinjskem jezeru, Oberburg, občina Škocjan v Podjuni
- Podgrad, pri Medgorjah, Rottenstein, občina Žrelec
- Pod Gradom (pri Humberku), Unterschlossberg, občina Kotmara vas
- Podhom, pri Dobrli vasi, Buchhalm, tržna občina Dobrla vas
- Podhum, pri Rožeku, Buchheim, tržna občina Rožek
- Podjerberk, pri Škofičah, St. Kathrein, občina Škofiče
- Podjuna, pri Globasnici, Jaunstein, občina Globasnica
- Podkanja vas, pri Galiciji, Wildenstein, občina Galicija
- Podklošter, Arnoldstein, tržna občina Podklošter
- Podkraj, pri Pliberku, Unterort, mestna občina Pliberk
- Podkraj, pri Rebrci, Unterort, tržna občina Železna Kapla - Bela
- Podkrajnik (pri Podkloštru), Krainegg, tržna občina Podklošter
- Podkrinj, pri Mohličah, Unterkrain, občina Galicija
- Podkrnos, pri Celovcu, Gurnitz, občina Žrelec
- Podklanče, pri Šmohorju, Podlanig, mestna občina Šmohor - Preseško jezero
- Podlibič, pri Pliberku, Unterlibitsch, občina Bistrica pri Pliberku
- Podlipa, pri Hodišah, Linden, občina Hodiše
- Podlipa, pri Podkloštru, Lind, tržna občina Podklošter
- Podlipa, pri Vovbrah, Unterlinden, mestna občina Velikovec
- Podljubelj, Unterloibl, mestna občina Borovlje
- Podlog, pri Suhi, Pudlach, občina Suha
- Podlog, pri Šentlipšu (neuradno krajevno ime), --, občina Žitara vas
- Podobje, na Teholici, Pernach, občina Teholica ob Vrbskem jezeru
- Podpéca, pri Železni Kapli, tudi Podpéca nad Železno Kaplo, Koprein Petzen, tržna občina Železna Kapla - Bela
- Pod Péco, pri Železni Kapli, tudi Pod Péco nad Železno Kaplo, Koprein Petzen, tržna občina Železna Kapla - Bela
- Pod Pečmi (pri Vovbrah), Steinkogel, (p.št. 9111 Vovbre), mestna občina Velikovec
- Podravlje, pri Beljaku, Föderlach, občina Vernberk
- Podroje, pri Globasnici, --, občina Globasnica
- Podrožca, Rosenbach, tržna občina Šentjakob v Rožu
- Podsinja vas, v Rožu, Hundsdorf, občina Bistrica v Rožu
- Pod Turjo, na Zilji, Neuhaus an der Gail, tržna občina Podklošter
- Podvetrov, pri Brnci, Unterfederaun, p.št. 9586 Brnca, mesto Beljak
- Pod Vetrovom, pri Brnci, Unterfederaun, p.št. 9586 Brnca, mesto Beljak
- Pogorje, pri Ločah, Pogöriach, p.št. Loče ob Baškim jezerom, tržna občina Bekštanj
- Pogrče, pri Šentvidu v Podjuni, Pogerschitzen, občina Žitara vas
- Pokeriče, pri Celovcu, Pokeritsch, mesto Celovec (Trdnja vas)
- Pokinj, pri Tinjah, Pakein, občina Grabštanj
- Poklanče pri Šentjurju na Zilji, Poglantschach, občina Čajna v Ziljski dolini
- Pokrče, Poggersdorf, tržna občina Pokrče
- Polana, pri Bistrici v Rožu, Polana, občina Bistrica v Rožu
- Polana, pri Štefanu na Zilji, Pölland, občina Štefan na Zilji
- Polane, pri Šentlipšu v Podjuni, Polena, občina Žitara vas
- Polje (pri Mohličah), Feld, občina Galicija
- Ponikva, pri Pliberku, Penk, občina Bistrica pri Pliberku
- Popendorf, tudi Popna vas, pri Grebinju, Poppendorf, tržna občina Grebinj
- Póreče ob Vrbskem jezeru, Pörtschach am Wörther See, občina Poreče ob Vrbskem jezeru
- Poréče, pri Štefanu na Zilji, Pörtschach, občina Štefan na Zilji
- Poreče na gori, pri Krnskem gradu, nem. Pörtschach am Berg, tržna občina Gospa Sveta
- Poredje (na Teholici), Poredia, občina Teholica ob Vrbskem jezeru
- Poroče, pri Velikovcu, Pörtschach, mestna občina Velikovec
- Postražišče, pri Vetrinju, Straschitz, mesto Celovec
- Potoče, pri Labotu, Bach, občina Suha
- Potoče, pri Šmohorju, Potschach, p.št. 9624 Brdo pri Šmohorju, mestna občina Šmohor - Preseško jezero
- Potok, pri Bilčovsu, Bach, občina Bilčovs
- Potok, pri Vetrinju, Bach, mesto Celovec
- Potok, pri Čajni, Bach, p.št. 9612 Šentjurij v Ziljski dolini, občina Čajna v Ziljski dolini
- Potok, pri Štefanu na Zilji, Bach, občina Štefan na Zilji
- Potok, pri Šentpetru na Vašinjah, Bach, mestna občina Velikovec
- Potok, pri Lipi, Bach, tržna občina
- Poturje, na Zilji, Neuhaus an der Gail, tržna občina Podklošter
- Požarnica, Pussarnitz, tržna občina Lurnško polje[12]
- Preblje, pri Kotmari vasi, Preliebl, občina Kotmara vas
- Predel, pri Žrelcu, Priedl, občina Žrelec
- Preseka (pri Borljah na Zilji), Presseggen, p.št. Goriče v Ziljski dolini, mestna občina Šmohor - Preseško jezero
- Preseško jezero, Pressegger See, mestna občina Šmohor - Preseško jezero
- Priblja vas, pri Dobrli vasi, Pribelsdorf, tržna občina Dobrla vas
- Pričice, ob Vrbskem jezeru, Pritschitz, p.št. 9125 Poreče ob Vrbskem jezeru, občina Kriva Vrba
- Pri Dravi, pri Žvabeku, Draugegend, občina Suha
- Pri Dravi, pod Velikovcem, Bei der Drau, mestna občina Velikovec
- Pri Krajcarju, pri Tinjah, Kreuzergegend, občina Pokrče
- Pri Rupu, Ruppgegend, p.št. 9121 Tinje, mestna občina Velikovec
- Pri Sedmih Studencih, Siebenbrünn, p.št. 9587 Rikarja vas, tržna občina Podklošter
- Pri Štihu (Sorgendorf pri Pliberku), neuradno krajevno ime del kraja Drveša vas, Sorgendorf, mestna občina Pliberk
- Proboj pri Žitari vasi, Proboj, občina Žitara vas
- Prod, pri Grabštajnu, Sand, občina Grabštanj
- Prosoviče, pri Mariji na Zilji, Prossowitsch, mesto Beljak
- Prtiče, pri Hodišah, Pertitschach, občina Hodiše
- Pudab, pri Mokrijah, Pudab, tržna občina Dobrla vas
- Pulpače, pri Šentilju ob Dravi, Pulpitsch, p.št. 9536 Šentilj ob Dravi, tržna občina Vrba na Koroškem
- Pustrica (nad Grebinjem), Pustritz, tržna občina Grebinj

## R
- Rabštajn, pri Labotu, Rabenstein, tržna občina Labot
- Račiče, pri Šentpetru na Vašinjah, Ratschitschach, mestna občina Velikovec
- Radiše, Radsberg, občina Žrelec
- Radna vas, pri Šentlenartu pri Sedmih studencih, Radendorf, tržna občina Podklošter
- Rakole, pri Tinjah, Rakollach, p.št. 9121 Tinje, mestna občina Velikovec
- Rakovnik, pri Grebinju, Rakounig, tržna občina Grebinj
- Ramovča vas, pri Šmarjeti pri Velikovcu, Rammersdorf, p.št. 9102 Srednje Trušnje, mestna občina Velikovec
- Ratenče, pri Ločah ob Baškem jezeru, Ratnitz, p.št. 9582 Loče ob Baškim jezerom, tržna občina Bekštanj
- Ravež, pri Grebinju, Rausch, tržna občina Grebinj
- Ravna, neuradno krajevno ime, nem. Ravna, Rauna, občina Sele
- Ravne, nad Ribnico, Raunach (p.št. 9081), občina Otok
- Ravne, pri Rožeku, tudi Ravne pri Ledincah, Raun (p.št. 9232), tržna občina Rožek
- Ravne, pri Šentilju, Raunach (p.št. 9536), občina Škofiče
- Ravne, na Teholici, Ebenfeld (p.št. 9210), občina Teholica ob Vrbskem jezeru
- Ravnje, pri Kostanjah, Ebenfeld, tržna občina
- Razpotje, pri Kotmari vasi, Wegscheide, občina Kotmara vas
- Rebrca, pri Železni Kapli, Rechberg, tržna občina Železna Kapla - Bela
- Reka, del vasi Kotmara vas, nemško Reka, občina Kotmara vas; del vasi: Réka, v Réki, v Réko, iz Réke; Réčani, réški mlini[13]
- Reka (pokrajinsko ime za kraje med Nončo vasjo in Dobom pri Pliberku), --, mestna občina Pliberk
- Reka, pri Šentjakobu v Rožu, Mühlbach, občina Šentjakob v Rožu
- Remšenik, pri Železni Kapli, Remschenig, tržna občina Železna Kapla - Bela
- Replje (pri Grabštajnu), Replach, občina Grabštanj
- Replje, pri Pliberku, Replach, mestna občina Pliberk
- Resnik, pri Borovljah, Reßnig, mestna občina Borovlje
- Ribnica, ob Vrbskem jezeru, Reifnitz, občina Otok
- Ribnica, pri Šentpetru na Vašinjah, Reifnitz, mestna občina Velikovec
- Ricinje, pri Velikovcu, Ritzing, mestna občina Velikovec
- Rička vas, pri Malem Šentvidu, Reisdorf, mestna občina Velikovec
- Riharja vas, pri Žrelcu, Reichersdorf, občina Žrelec
- Rikarja vas, pri Podkloštru, Riegersdorf, tržna občina Podklošter
- Rikarja vas, v Podjuni, Rückersdorf, p.št. 9123 Šentprimož, občina Žitara vas
- Rinkole, pri Pliberku, Rinkolach, mestna občina Pliberk
- Rišperk, pod Peco, Rischberg, občina Bistrica pri Pliberku
- Rjavec, pri Hodišah, Reauz, občina Hodiše
- Robeže, pri Apačah, Robesch, občina Galicija
- Ročica, pri Kotmari vasi, Rotschitzen, občina Kotmara vas
- Roda, pri Škofičah, Roda, občina Škofiče
- Rogač, Rogatsch, p.št. 9580 Drobole ob Baškem jezeru, mesto Beljak
- Rogaje, pod Dobračem, Oberschütt, p.št. 9587 Rikarja vas, mesto Beljak
- Rogarja vas, pri Šenttomažu, Reigersdorf, tržna občina Štalenska gora
- Rov (pri Medgorjah), Mühlgraben, občina Žrelec in občina Grabštanj
- Rove, pri Šentilju ob Dravi, Roach, občina Škofiče
- Rozalija, pri Globasnici, Hemmaberg, občina Globasnica
- Rožek, Rosegg, tržna občina Rožek
- Rožnek, Rosenegg, tržna občina Žrelec
- Rotmana vas, Rottmannsdorf, tržna občina Štalenska gora
- Ruda, Ruden, občina Ruda
- Ruštat, pri Velikovcu, Ruhstatt, mestna občina Velikovec
- Rut, nad Baškim jezerom, Greuth, p.št. 9580 Drobole ob Baškem jezeru, mesto Beljak
- Rut, pri Hodišah, Rauth, občina Hodiše
- Rut pri Melvičah, Kreuth ob Mellweg, mestna občina Šmohor - Preseško jezero
- Rute, nad Ločami, Greuth (p.št. 9582), tržna občina Bekštanj
- Rute, nad Maloščami, del vasi Zagorišče pri Maloščah (p.št. 9584), tržna občina Bekštanj
- Rute, nad Šentjanžem, Rabenberg (p.št. 9162), občina Bistrica v Rožu
- Rute, nad Bistrico v Rožu, nem. Bärental, občina Bistrica v Rožu
- Rute, pri Borovljah, Rauth (p.št. 9170), mestna občina Borovlje
- Rute, pri Šentjurju na Zilji, Hermsberg (p.št. 9531 Rute), občina Čajna v Ziljski dolini
- Rute, pri Plajberku, Kreuth (p.št. 9531), občina Plajberk pri Beljaku
- Rute, pod Peco, Ruttach-Schmelz (p.št. 9143), občina Bistrica pri Pliberku
- Rute, pri Rinkolah, Ruttach (p.št. 9150), mestna občina Pliberk
- Rute, nad Šentlenartom pri Sedmih studencih, Greuth, tržna občina Podklošter
- Rute, pri Vratih, Greuth /Thörl-Maglern-Greuth/ (p.št. 9602), tržna občina Podklošter
- Rute, Kreuth (p.št. 9064), občina Pokrče
- Rute, pri Podgorjah, Greuth (p.št. 9182), tržna občina Šentjakob v Rožu
- Rute, pri Tinjah, Greuth (p.št. 9121), mestna občina Velikovec
- Rute, pri Radišah, Kreuth (p.št. 9065), občina Žrelec
- Rute nad Šmartinom, Berg ob Sankt Martin (p.št. 9111), mestna občina Velikovec
- Rute nad Vato vasjo, Berg ob Attendorf (p.št. 9111), mestna občina Velikovec
- Rute pri Medgorjah, Berg (p.št. 9131), občina Žrelec
- Rženice (pri Šentaneži), Roggendorf, mestna občina Velikovec

## S
- Sabuče, pri Brnci (na grobljah Dobrača), Unterschütt, mestna občina Beljak
- Sala, pri Bistrici v Rožu, Sala, občina Bistrica v Rožu
- Samožna vas, pri Škocjanu v Podjuni, Untersammelsdorf, občina Škocjan v Podjuni
- Sedelce (Sele), --, občina Sele
- Sedlo, pri Beljaku, Großsattel, mesto Beljak
- Sekira, ob Vrbskem jezeru, Sekirn, občina Otok
- Sekulče; Sekull, p.št. 9210 Poreče ob Vrbskem jezeru, občina Teholica ob Vrbskem jezeru
- Sele, Zell Pfarre, občina Sele
- Sele, pri Žitari vasi, Sielach, občina Žitara vas
- Sele pod Košuto, Zell-Koschuta, občina Sele
- Selo, pri Šmarjeti v Rožu, Seel, občina Šmarjeta v Rožu
- Selo, pri Škocjanu v Podjuni, Seelach, občina Škocjan v Podjuni
- Selo, pri Podkrnosu, Zell, občina Žrelec
- Semislavče, pri Rožeku, Sankt Lambrecht, tržna občina Rožek
- Semrače pri Šentjurju na Zilji, Semering, občina Čajna v Ziljski dolini
- Senčni Graben, pri Štefanu na Zilji, Schinzengraben, mestna občina Šmohor - Preseško jezero
- Senčni Kraj, pri Pliberku, Schattenberg, mestna občina Pliberk
- Sepec, pri Grabštajnu, Truttendorf, občina Grabštanj
- Seraje, blizu Marije na Zilji, Serai, p.št. 9580 Drobole ob Baškem jezeru, mesto Beljak
- Sinča vas, v Podjuni, Kühnsdorf, tržna občina Dobrla vas
- Sine, nad Bistrico v Rožu, Sinach, občina Bistrica v Rožu
- Skobiče, pri Šentjurju na Zilji, Kühweg, p.št. 9612 Šentjurij v Ziljski dolini, občina Čajna v Ziljski dolini
- Skočidol, pri Beljaku, Gottestal, občina Vernberk
- Skopar (na Kostanjah), neuradno krajevno ime del vasi Zgornje Vogliče, Sakoparnig, tržna občina
- Slovenje, nad Globasnico, Slovenjach, občina Globasnica
- Slovenji Plajberk, Windisch Bleiberg, mestna občina Borovlje
- Slovenji Šmihel, Sankt Michael ob der Gurk, tržna občina Pokrče
- Smerče, v Ziljski dolini, Emmersdorf, občina Čajna v Ziljski dolini
- Smeriče (pri Žihpoljah), Stemeritsch, občina Žihpolje
- Smolčiče, pri Štefanu na Zilji, Schmölzing, občina Štefan na Zilji
- Smolje, pri Otmanjah, Krobnabeth, tržna občina Štalenska gora[8]
- Sodraževa, pri Bilčovsu, Zedras, občina Bilčovs
- Sopote (pri Želinjah), Sapoth, mestna občina Velikovec
- Sopotnica (Mali Ljubelj), Sapotnica, mestna občina Borovlje
- Sovče, nad Podkloštrom, Seltschach, tržna občina Podklošter
- Sovodenj, Gmünd, mestna občina Sovodenj
- Sovodnje (pri Peravi pri Beljaku), Sankt Agathen, mesto Beljak
- Spodnja Bela, pri Beljaku, Untere Fellach, mesto Beljak
- Spodnja Bela, pri Šmohorju, Untervellach, mestna občina Šmohor - Preseško jezero
- Spodnja Bistrica, Unterfeistritz, občina Bistrica v Rožu
- Spodnja Buhlja, pri Grabštajnu, Unterwuchel, občina Grabštanj
- Spodnja Kneža, pri Grebinju, Untergrafenbach, tržna občina Grebinj
- Spodnja vesca, pri Bilčovsu, Niederdörfl, občina Bilčovs
- Spodnja Vrata, Unterthörl, občina Podklošter
- Spodnje Borovlje, pri Ledincah, Unterferlach, tržna občina Bekštanj
- Spodnje Dobje, pri Baškem jezeru, Unteraichwald (p.št. 9582), tržna občina Bekštanj
- Spodnje Dobje, pri Trušnjah, Unteraich (p.št. 9102), mestna oblina Velikovec
- Spodnje Dole, pri Otoku, Unterdellach, občina Otok
- Spodnje Dole, pri Žihpoljah, Untertöllern, občina Žihpolje
- Spodnje Goriče, pri Rožeku, Untergoritschach (p.št. 9232), občina Rožek
- Spodnje Goriče, pri Timenici, Kleingörtschach (p.št. 9064), tržna občina Štalenska gora
- Spodnje Humče, pri Žihpoljah, Unterguntschach, občina Žihpolje
- Spodnje Jezerce, Unterjeserz, tržna občina Vrba na Koroškem
- Spodnje Kraje, pri Svečah, Unterkrajach, občina Bistrica v Rožu
- Spodnje Krčanje, nad Grebinjem, Untergreutschach, tržna občnia Grebinj
- Spodnje Libuče, pri Pliberku, Unterloibach, mestna občina Pliberk
- Spodnje Medgorje, Untermieger, občina Žrelec
- Spodnje Ribiče, pri Grabštanju, Unterfischern, občina Grabštanj
- Spodnje Rute, nad Ločami, Untergreuth (p.št. 9582), tržna občina Bekštanj
- Spodnje Rute, pri Radišah, Untergreuth (p.št. 9065), občina Žrelec
- Spodnje Teharče, Untertechantnig, tržna občina Bekštanj
- Spodnje Trušnje, Niedertrixen, mestna občina Velikovec
- Spodnje Vinare, pri Šentprimožu v Podjuni, Unternarrach, občina Škocjan v Podjuni
- Spodnje Vogliče, pri Vrbi, Unterwinklern, tržna občina Vrba na Koroškem
- Spodnji Breg, pri Brnci, Unterrain, tržna občina Bekštanj
- Spodnji Podlog, pri Suhi, Unterpudlach, občina Suha
- Spodnji Podgrad, pri Škocjanu v Podjuni, Unterburg, občina Škocjan v Podjuni
- Srče, pri Škocjanu v Podjuni, Sertschach, občina Škocjan v Podjuni
- Sredma (nad Vovbrami in Vodovnico), neuradno krajevno ime, --, občina Djekše
- Srednja vas, na Gorenčah, Untermitterdorf, občina Ruda
- Srednje Libuče (Pliberk), neuradno krajevno ime, --, mestna občina Pliberk
- Srednje Trušnje, Mittertrixen, mestna občina Velikovec
- Srednji Kot, v Selah, Zell-Mitterwinkel, občina Sele
- Sreje, pri Šentjakobu v Rožu, Srajach (p.št. 9184), tržna občina Šentjakob v Rožu
- Sreje, pri Škocjanu v Podjuni, Srajach (p.št. 9220), občina Škocjan v Podjuni
- Sreje, pri Lipi, Rajach, tržna občina Vrba na Koroškem
- Srepiče, pri Gospe Sveti, Stuttern, tržna občina Štalenska gora
- Stani (na Peci), Siebenhütten, mestna občina Pliberk
- Stara vas, pri Grebinju, Altenmarkt, tržna občina Grebinj
- Stara vas, pri Šentlipšu v Podjuni, Altendorf, občina Žitara vas
- Starče, pri Grabštanju, Schultendorf, občina Grabštanj
- Stari Dvor, pri Brežah, Althofen, tržna občina Stari Dvor
- Stari Dvor, pri Grabštanju, Althofen, občina Grabštanj
- Stari Grad, nad Maloščami, Altfinkenstein, tržna občina Bekštanj
- Stopca, pri Maloščah, Stobitzen, tržna občina Bekštanj
- Straja vas, Hohenthurn, občina Straja vas
- Strančiče, pri Žihpoljah, Strantschitschach, občina Žihpolje
- Stranje, pri Bilčovs u, Strein, občina Bilčovs
- Straša vas, pri Škocjanu v Podjuni, Schreckendorf, občina Škocjan v Podjuni
- Stregle, pri Pokrčah, Ströglach, občina Pokrče
- Strmec, Krainberg, tržna občina Mostič
- Strmec, nad Ziljo, Krainberg, tržna občina Podklošter
- Strmec, nad Vrbo, Sternberg, tržna občina Vrba na Koroškem
- Strpna vas, pri Šmihelu v Podjuni, Traundorf, občina Globasnica
- Struga, pri Kapli v Rožu, Strau, mestna občina Borovlje
- Strugarje, v Slovenjem Plajberku, Strugarjach, mestna občina Borovlje
- Suha, pri Vernberku, Zauchen, mesto Beljak
- Suha (pri Čačah), Suha, občina Čajna v Ziljski dolini
- Suha, pri Šmihelu, Hinterlibitsch, občina Bistrica pri Pliberku
- Suha, pri Žvabeku, Neuhaus, občina Suha
- Suha, pri Podgorjah v Rožu, Greuth, tržna občina Šentjakob v Rožu
- Suha, pri Škofičah, Zauchen, občina Škofiče
- Suha (pri Goričah v Ziljski dolini), Zuchen, p.št. 9615 Goriče v Ziljski dolini, mestna občina Šmohor - Preseško jezero
- Suha, pri Rebrci, Zauchen, tržna občina Železna Kapla - Bela
- Suho Blato, pri Velikovcu, Dürrenmoos, mestna občina Velikovec
- Suho Polje, Dürnfeld, tržna občina Štalenska gora[8]
- Svamene Gorice, Ameisbichl, občina Pokrče
- Svatne, pri Šentjakobu v Rožu, Schlatten, tržna občina Šentjakob v Rožu
- Sveče, v Rožu, Suetschach, občina Bistrica v Rožu
- Sveta Hema pri Globasnici, Hemmaberg, občina Globasnica
- Sveta Katarina, pri Šmihelu v Podjuni, St. Katharina, občina Bistrica pri Pliberku
- Sveta Kri, Heiligenblut, občina Sveta Kri
- Sveta Lucija, pri Dobu v Podjuni, Sankt Luzia, mestna občina Pliberk
- Sveta Neža, pri Velikovcu, Sankt Agnes, mestna občina Velikovec
- Sveti Lenart, na Obirskem, St. Leonhard, tržna občina Železna Kapla - Bela
- Sveti Šiman nad Globasnico, --, občina Globasnica
- Svetna vas, v Rožu, Weizelsdorf, občina Bistrica v Rožu
- Sveto mesto, pri Žvabeku v Podjuni, Heiligenstadt, občina Suha
- Svinča vas, pri Šenttomažu pri Celovcu, Zinsdorf, tržna občina Štalenska gora
- Svinec, Eberstein, tržna občina Svinec

## Š
- Šajda, v Selah, Zell-Schaida, občina Sele
- Ščedem, pri Šentjakobu v Rožu, Sankt Johann (p.št. 9184), tržna občina Rožek
- Ščedem, pri Žihpoljah, Tschedram (p.št. 9161), občina Žihpolje
- Šentalena, pri Bilčovsu, Sankt Helena, občina Bilčovs
- Šentana, nad Ribnico, Sankt Anna, občina Otok
- Šentandraž v Labotski dolini, Sankt Andrä im Lavanttal, mestna občina Šentandraž v Labotski dolini
- Šentandraž, pri Šentlipšu, Sankt Andrä, občina Žitara vas
- Šentaneža, pri Velikovcu, Sankt Agnes, mestna občina Velikovec
- Šentdanijel, nad Grabaljo vasjo, Sankt Daniel, občina Škocjan v Podjuni
- Šentilj, v Celovcu, mestna župnijska cerkev, Sankt Egid, mesto Celovec
- Šentilj, ob Dravi, St. Egyden, tržna občina
- Šentjakob, v Beljaku, Sankt Jakob, mesto Beljak
- Šentjakob ob Cesti, (pri/v Celovcu), Sankt Jakob an der Straße, mesto Celovec (Trdnja vas)
- Šentjakob v Rožu, Sankt Jakob im Rosental, tržna občina Šentjakob v Rožu
- Šentjakob, pri Velikovcu, Sankt Jakob, mestna občina Velikovec
- Šentjanška gora, nad Mostičem, Johannserberg, tržna občina Mostič
- Šentjanške Rute, Rabenberg, občina Bistrica v Rožu
- Šentjanž, na Zilji, tudi Šentjanž pod Dobračem, vas in župnija do leta 1348, --
- Šentjanž, na Mostiču, Sankt Johann am Brückl, tržna občina Mostič
- Šentjanž v Rožu, Sankt Johann im Rosental, občina Bistrica v Rožu
- Šentjob, pri Brnci, Sankt Job, tržna občina Bekštanj
- Šentjur, pri Celovcu, Sankt Georgen am Sandhof, mesto Celovec
- Šentjur, pri Libučah, Sankt Georgen, mestna občina Pliberk
- Šentjur na Strmcu, Sankt Georgen am Sternberg, občina Vernberk
- Šentjur na Zilji, Sankt Georgen im Gailtal, občina Čajna v Ziljski dolini
- Šentjur na Vinogradih, Sankt Georgen am Weinberg, mestna občina Velikovec
- Šentjurij ob Dolgem jezeru, Sankt Georgen am Längsee, občina Šentjurij ob Dolgem jezeru
- Šentkandolf, pri Kotmari vasi, Sankt Gandolf, občina Kotmara vas
- Šentkolman, pri Grebinju, Sankt Kollmann, tržna občina Grebinj
- Šentlambert, pri Vovrah, Sankt Lamprecht, občina Djekše
- Šentlambert pri Trušnjah, Sankt Lamprecht, mestna občina Velikovec
- Šentlenart, pri Beljaku, Sankt Leonhard, p.št. 9523 Vajška in 9500 Beljak, mesto Beljak
- Šentlenart, v Brodeh, tudi Šentlenart pod Ljubeljem, Sankt Leonhard im Loibltal, mestna občina Borovlje
- Šentlenart, pri Golovici, Sankt Leonhard an der Saualpe, tržna občina Grebinj
- Šentlenart, pri Šentjurju na Vinogradih, (del vasi Grunčiče), Sankt Leonhard, p.št. 9102 Srednje Trušnje, mestna občina Velikovec
- Šentlenart, v Remšniku, Sankt Leonhard (del vasi Remšnik pri Železni Kapli), tržna občina Železna Kapla - Bela
- Šentlenart v Labotski dolini, Bad Sankt Leonhard im Lavanttal, mestna občina Šentlenart v Labotski dolini
- Šentlenart pri Sedmih studencih, Sankt Leonhard bei Sienenbrünn, tržna občina Podklošter
- Šentlipš, pri Rajneku, Sankt Filippen, tržna občina Mostič
- Šentlipš, v Podjuni, Sankt Philippen bei Sonegg, občina Žitara vas
- Šentlovrenc, v Celovcu, mestna župnija in četrt, Sankt Lorenzen, mesto Celovec
- Šentlovrenc, pri Labotu, Sankt Lorenzenn am Lorenzenberg, tržna občina Labot
- Šentlovrenc, pri Škocjanu, Sankt Lorenzen, občina Škocjan v Podjuni
- Šentlovrenc, pri Šenttomažu pri Celovcu, Sankt Lorenzen an der Gurk, tržna občina Štalenska gora
- Šentlovrenc, pri Šentpetru na Vašinjah, Sankt Lorenzen, mestna občina Velikovec
- Šentožbolt, pri Podgorjah, Sankt Oswald, tržna občina Šentjakob v Rožu
- Šentožbolt, pri Svincu, Sankt Oswald, tržna občina Koroška
- Šentpavel na Zilji, Sankt Paul an der Gail, občina Štefan na Zilji
- Šentpavel v Labotski dolini, Sankt Paul im Lavanttal, tržna občina Šentpavel v Labotski dolini
- Šentpeter, pri Celovcu, Sankt Peter, mesto Celovec (Šentpeter)
- Šentpeter, pri Grabštajnu, Sankt Peter, občina Grabštanj
- Šentpeter, pri Šentjakobu v Rožu, Sankt Peter, tržna občina Šentjakob v Rožu
- Šentpeter na Vašinjah, Sankt Peter am Wallersberg, mestna občina Velikovec
- Šentpeterski Grad, Eppersdorf, tržna občina Mostič
- Šentprimož, na Križni gori, Sankt Primus, mesto Celovec
- Šentprimož, v Podjuni, Sankt Primus, občina Škocjan v Podjuni
- Šentradegunda, na Gorenčah, Sankt Radegund, občina Ruda
- Šentrupert, pri Beljaku, Sankt Ruprecht (am Moos), p.št. 9523 Vajška, mesto Beljak
- Šentrupert, pri Celovcu, Sankt Ruprecht, mesto Celovec
- Šentrupert, pri Velikovcu, Sankt Ruprecht, mestna občina Velikovec
- Šentštefan, pri Velikovcu, --, mestna občina Velikovec
- Šenttomaž, pri Celovcu, nad Celovcem, Sankt Thomas am Zeiselberg, tržna občina Štalenska gora
- Šenturh, pri Šentrupertu pri Velikovcu, tudi Šenturh pri Črnem gradu, Neudenstein, Sankt Ulrich, mestna občina Velikovec
- Šenturh, v Žihpoljah, Sankt Ulrich, občina Žihpolje
- Šenturh na Šentjanški gori, Šenturh nad Mostičem, Sankt Ulrich, tržna občina Mostič
- Šentvid ob Glini, Sankt Veit an der Glan, mestna občina Šentvid ob Glini
- Šentvid v Podjuni, Sankt Veit im Jauntal, občina Škocjan v Podjuni
- Škocjan, pri Maloščah, Kanzianiberg, tržna občina Bekštanj
- Škocjan v Podjuni, Sankt Kanzian am Klopeinersee, občina Škocjan v Podjuni
- Škofiče, tudi Škofiče ob Vrbskem jezeru, Schiefling am See, občina Škofiče
- Škofji Dvor, pri Celovcu, Pischeldorf, tržna občina Štalenska gora
- Škofljica (pri Važenberku), Skoflitzen, tržna občina Velikovec
- Škrbinja, nad Grabštanjem, Skarbin, občina Grabštanj
- Šmadlen, pri Beljaku, tudi Tehanja, Sankt Magdalen, mesto Beljak
- Šmarjeta, pri Trdnji vasi, Sankt Margarethen, mesto Celovec (Trdnja vas)
- Šmarjeta, pri Hodišah, Sankt Margarethen, občina Hodiše
- Šmarjeta, pri Kotmari vasi, Sankt Margarethen, občina Kotmara vas
- Šmarjeta, pri Pliberku, Sankt Margarethen, mestna občina Pliberk
- Šmarjeta, v Remšeniku, Sankt Margarethen, tržna občina Železna Kapla - Bela
- Šmarjeta pri Velikovcu, Sankt Margarethen ob Töllerberg, mestna občina Velikovec
- Šmarjeta v Rožu, Sankt Margareten im Rosental, občina Šmarjeta v Rožu
- Šmarkež, pri Sinči vasi, Sankt Marxen, občina Škocjan v Podjuni
- Šmartin pri Beljaku, Sankt Martin (p.št. 9500), mesto Beljak
- Šmartin, pri Celovcu, Sankt Martin (p.št. 9020), mesto Celovec
- Šmartin, pri Rožeku, Sankt Martin (p.št. 9232), tržna občina Rožek
- Šmartin, pri Rudi, Sankt Martin (p.št. 9113), občina Ruda
- Šmartin pri Šentpavlu, tudi Šmartin v Granitztalu, Šmartin v Granici, Sankt Martin im Granitztal (p.št. 9470), občina Šentpavel v Labotski dolini
- Šmartin, pri Timenici, Sankt Martin (p.št. 9064), tržna občina Štalenska gora
- Šmartin na Teholici, Sankt Martin am Techelsberg, občina Teholica ob Vrbskem jezeru
- Šmartin, pri Trušnjah, Sankt Martin (p.št. 9111), mestna občina Velikovec
- Šmatija, pri Rudi, Lind, tržna občina Grebinj
- Šmihel (pri Beljaku), Sankt Michael, mesto Beljak
- Šmihel, pod Djekšami, Sankt Michael am Graben, občina Djekše
- Šmihel, pri Grebinjskem Kloštru, Sankt Michael, občina Ruda
- Šmihel na Gosposvetskem polju, tudi Nemški Šmihel, Sankt Michael am Zollfeld, tržna občina Gospa Sveta
- Šmihel pri Pliberku, Sankt Michael ob Bleiburg, občina Bistrica pri Pliberku
- Šmihelska Gora, neuradno krajevno ime, Michaelelrberg, občina Djekše in občina Mostič
- Šmiklavž, v Beljaku, Sankt Nikolai, mesto Beljak
- Šmiklavž, pri Hodišah, Sankt Nikolai, občina Hodiše
- Šmiklavž pri Trgu, Sankt Nikolai bei Feldkirchen, mestna občina Trg
- Šmiklavž, na Gorenčah, St. Nikolai, občina Ruda
- Šmohor, Hermagor, mestna občina Šmohor - Preseško jezero
- Špatrjan v Dravski dolini, Paternion, tržna občina Špatrjan
- Špice, pri Radišah, Spitzach, občina Žrelec
- Špital ob Dravi, Spittal an der Drau, mesto Špital ob Dravi
- Štakorče, Sankt Ulrich, p.št. 9524 Šmadlen, mesto Beljak
- Štalenska gora, Magdalensberg, tržna občina Štalenska gora
- Štasova, pri Podkloštru, Stossau, občina Straja vas
- Štavf, pri Vernberku, Stallhofen, občina Vernberk
- Šteben, pri Beljaku/pri Maloščah, Sankt Stefan, tržna občina Bekštanj
- Šteben, v Podjuni/pri Globasnici, Sankt Stefan, občina Globasnica
- Šteben, nad Gostinjo vasjo, Sankt Stefan, občina Štefan na Zilji
- Štefan na Zilji, Sankt Stefan an der Gail, občina Štefan na Zilji
- Štriholče, pri Želinjah, Gattersdorf, mestna občina Velikovec

## T
- Tale, pri Šentjakobu v Rožu, Tallach, tržna občina Šentjakob v Rožu
- Talir, pri Kotmari vasi, Am Teller, občina Kotmara vas
- Teharče, pri Bekštanju, Techanting, p.št. 9585 Vodiča vas, občina Bekštanj
- Teholica, Techelsberg, občina Teholica ob Vrbskem jezeru
- Telenberk, pri Velikovcu, Töllerberg, mestna občina Velikovec
- Tesnja vas, tudi Dežnja vas, Tessendorf, mesto Celovec[7]
- Tešinja, pri Šentjakobu v Rožu, Tösching, tržna občina Šentjakob v Rožu
- Tibiče, na Teholici, Tibitsch, občina Teholica ob Vrbskem jezeru
- Tigrče, pri Celovcu, Tigring, mesto Celovec
- Tihoja (Šentlipš v Podjuni), Tichoja, občina Žitara vas
- Timenica, Timenitz, tržna občina Štalenska gora
- Tinje, Tainach, mestna občina Velikovec
- Tinjsko Polje, Tainacherfeld, občina Grabštanj
- Tmara vas, pri Lipi, Emmersdorf, tržna občina Rožek
- Toganje, pri Djekšah, Togain, mestna občina Velikovec
- Tolski vrh, pri Grebinju, Großenegg, občina Djekše in občina Grebinj
- Toplice, pri Beljaku, Warmbad Villach, mesto Beljak
- Toporje, pri Šmartnu na Teholici, Töpriach, občina Teholica ob Vrbskem jezeru
- Toškova, pri Brdu na Zilji, Toschehof, mestna občina Šmohor - Preseško jezero
- Trabenče, na Teholici, Trabenig (p.št. 9210), občina Teholica ob Vrbskem jezeru
- Trabenče, pri Vernberku, Trabenig (p.št. 9241), občina Vernberk
- Trabesinje, pri Kotmari vasi, Trabesing, občina Kotmara vas
- Trabinja, nad Grpičami, Trabina, tržna občina Podklošter
- Tračje, pri Tinjah, Ladratschen, mestna občina Velikovec
- Trata, pri Glinjah, Tratten, mestna občina Borovlje
- Trdaniče, pri Mariji na Zilji, Turdanitsch, mesto Beljak
- Trdinj, nad Bilčovsom, Terdin, občina Bilčovs
- Trnja vas (Celovec), Annabichl
- Trdnja vas, pri Celovcu, Hörtendorf, mesto Celovec (Trdnja vas)
- Trebinja, pri Beljaku, Treffen, p.št. 9521 Trebinja, občina Trebinja
- Trebinja, pri Šentilju ob Dravi, Treffen, tržna občina
- Trebljenje, pri Šmareti v Rožu, Trieblach, občina Šmarjeta v Rožu
- Trešče, pri Kostanjah, Dröschitz, p.št. 9231 Kostanje in 9220 Vrba, tržna občina
- Trg, Feldkirchen, mestna občina Trg
- Trnja vas, pri/v Celovcu, Annabichl, mesto Celovec (Trnja vas)
- Trnja vas, pri/v Celovcu, Terndorf, mesto Celovec (Trnja vas)
- Trnje, pri/na/v Brnci, --, tržna občina Bekštanj
- Trnje, pri Kapli ob Dravi, Dornach, p.št. 9162 Struga, mestna občina Borovlje
- Trnovlje, pod Strmcem, Terlach, občina Vernberk
- Trovovska vas (Štalenska gora, Otmanje), Treffelsdorf
- Trpeče, nad Malim Šentvidom, Terpetzen, mestna občina Velikovec
- Trušnje, Trixen, mestna občina Velikovec
- Tuce, pri Radišah, Tutzach, občina Žrelec
- Turče, pri Šmiklavžu na Dravi, Türkei, mestna občina Beljak
- Turje (na Osojskih Turah), Tauern, občina Osoje

## U
- Umbar, pri Domačalah, Umberg, občina Vernberk

## V
- Vabnja vas, pri Tinjah, Wabelsdorf, občina Pokrče
- Vabrnja vas. pri Kostanjah, Blodersdorf, tržna občina Vrba na Koroškem
- Vacelna vas, pri Velikovcu, Watzelsdorf, tržna občina Vrba na Koroškem
- Vajškra, pri Beljaku (grad), Landskron, mesto Beljak (Vajškra)
- Valovca, pri Grabštanju, Wölfnitz, občina Grabštanj
- Vanča vas, pri Grabštanju), Lanzendorf, občina Pokrče
- Varpovče, na Teholici, Arndorf, občina Teholica ob Vrbskem jezeru
- Vasja vas, pri Šenttomažu, Lassendorf, tržna občina Štalenska gora
- Vasja vas, v Višprijski dolini, Lassendorf, občina Višprijska dolina
- Vašinjče, Wallersberg, tržna občina Grebinj
- Vašinje, pokrajina, tudi za župnijo Šentpeter na Vašinjah, Wallersberg, mestna občina Velikovec
- Vata vas, pri Šentštefanu/pri Vovbrah, Attendorf, mestna občina Velikovec
- Vaze, pri Beljaku, Vassach, mesto Beljak
- Važenberk, Waisenberg, mestna občina Velikovec
- Večna vas, pri Globasnici, Wackendorf, občina , mestna občina Globasnica
- Velika vas, pri Šentjakobu v Rožu, Längdorf (p.št. 9184), tržna občina Šentjakob v Rožu
- Velika vas, pri Šmohorju, Micheldorf (p.št. 9624), tržna občina Šmohor - Preseško jezero
- Velike Vaze, pri/v Beljaku, Großvassach, mesto Beljak
- Velikovec, Völkermarkt, mestna občina Velikovec
- Velinja vas, pri Bilčovsu, Wellersdorf, občina Bilčovs
- Vernberk, pri Beljaku, Wernberg, občina Vernberk
- Verovce, na Radišah, Werouzach, občina Žrelec
- Vesava, pri Kotmari vasi (tudi Novo selo), Neusaß, občina Kotmara vas
- Vesca, pri Glinjah, Unterglainach, mestna občina Borovlje
- Vesele, pri Šentprimožu v Podjuni, Vesielach, občina Škocjan v Podjuni
- Veternica, Witternitz, mesto Celovec[14]
- Vetrinj, Viktring, mesto Celovec
- Vetrov (danes v Beljaku), Federaun, mesto Beljak
- Vidra vas, pri Pliberku, Wiederndorf, mestna občina Pliberk
- Viharja vas, pri Žrelcu, Reichersdorf, občina Žrelec
- Vijasce, pri Šentlipšu v Podjuni, Wigasnitz, občina Žitara vas
- Vinare, pri Šentpetru na Vašinjah, Unarach, mestna občina Velikovec
- Vinare, pod Strmcem, Weinzierl, tržna občina Vrba na Koroškem
- Vinče, pri Vetrinju, Wintschach, mesto Celovec
- Vinogradi, pri Velikovcu, Weinberg, mestna občina Velikovec
- Vinogradi, pri Vetrinju, Weingarten, mesto Celovec
- Vinogradi, pri Žitari vasi, Weinberg, občina Žitara vas
- Virnja vas, pri Tinjah, Eiersdorf, občina Pokrče
- Virnja vas, pri Šenttomažu, Geiersdorf, tržna občina Štalenska gora
- Visoka Bistrica, Hochfeistritz, tržna občina Koroška
- Višnjaška Gora, pri Rudi, Weißeneggerberg, občina Ruda
- Višprije (Višprijska dolina), Weissbriach, občina Višprijska dolina
- Vitenče, pri Goričah v Ziljski dolini, Wittenig, mestna občina Šmohor - Preseško jezero
- Vodiča vas, pri Bekštanju, Gödersdorf, p.št. 9585 Vodiča vas, tržna občina Bekštanj
- Vodovnica, pri Vovbrah, Wandelitzen, mestna občina Velikovec
- Vogle, pri Šmartnu v Celovcu), Kohldorf, mesto Celovec
- Vogle, pri Medgorjah), Kohldorf, občina Žrelec
- Vogliče, pri Dhovšah, Winklern, mesto Celovec (Dhovše)
- Vogliče, ob Gospe Sveti, Winklern, tržna občina Gospa Sveta
- Voglje, pri Sinči vasi, Kohldorf (p.št. 9125), tržna občina Dobrla vas
- Voglje, pri Važenberku, Winklern (p.št. 9102), mestna občina Velikovec
- Vognje Polje, pri Baškem jezeru, Bogenfeld, p.št. 9580 Drobole ob Baškem jezerzu, mesto Beljak
- Vogrče, pri Pliberku, Rinkenberg, mestna občina Pliberk
- Volmat, pri Tinjah, Admont, mestna občina Velikovec
- Volšperk, Wolfsberg, mestna občina Volšperk
- Vovbre, pri Velikovcu, Haimburg, mestna občina Velikovec
- Vovbrske Gore, Haimburgerberg, občina Djekše
- Vožnica, pri Kotmari vasi/nad Vetrinjem, Opferholz, mesto Celovec
- Vranje Peči, Rabensteingreuth, tržna občina Labot
- Vrata, v Ziljski dolini, Thörl, tržna občina Podklošter
- Vrata - Megvarje, Thörl-Maglern, tržna občina Podklošter
- Vrba na Koroškem, tudi Vrba ob Vrbskem jezeru in Vrba na Koroškem, Velden am Wörthersee, tržna občina Vrba na Koroškem
- Vrdi, nad Kotmaro vasjo, Wurdach, občina Kotmara vas
- Vrese, pri/v Celovcu, Haidach, mesto Celovec
- Vresje, pri Grabštanju, Haidach, občina Grabštanj in občina Pokrče
- Vrh, pri Šmarjeti v Rožu, Gupf, občina Šmarjeta v Rožu
- Vršta vas, pri Žihpoljah, Ehrensdorf, občina Žihpolje
- Vudmat, pri Podravljah, Wudmath, občina Vernberk

## W
- Wölfnitz glej Golovica pri Celovcu
- Wolfsberg glej Volšperk

## Z
- Zablate, pri Medgorjah, Sabuatach, občina Žrelec
- Zablate, pri Kamnu v Podjuni, Littermoos, občina Škocjan v Podjuni
- Zabrda, pri Golšovem, Saberda, občina Žihpolje
- Zagata (pri Peravi pri Beljaku)/in Sovodnje, Sankt Agathen, mesto Beljak
- Zagoriče, pri Maloščah, Goritschach, tržna občina Bekštanj
- Zagoriče, pri Podkloštru, Agoritschach, tržna občina Podklošter
- Zagorje, pri Medgorjah, Saager, občina Žrelec in občina Grabštanj
- Zagorje, pri Kamnu v Podjuni, Saager, občina Škocjan v Podjuni
- Zagorje, pri Šentlipšu v Podjuni, Sagerberg, občina Žitara vas
- Zahomec, v Ziljski dolini, Achomitz, občina Straja vas
- Zajzare, pri Vrbi (leži ob istoimenskem Zajezerskem jezeru), Saisserach, tržna občina Vrba na Koroškem
- Zakamen, pri Vetrinju, Stein, mesto Celovec
- Zakamen, pri Velikovcu), Bergstein, mestna občina Velikovec
- Za Mirom, Mauren, neuradno krajevno ime, del Ričke vasi pri Malem Šentvidu, p.št. 9371 Mostič, mestna občina Velikovec
- Zaplaznica, pri Rebrci, Blasnitzen, tržna občina Železna Kapla - Bela
- Zapuže, pri Šenttomažu, Haag, tržna občina Štalenska gora
- Zavince, pri Žitari vasi, Sawinze, občina Žitara vas
- Zavoze, pri Šmarjeti v Rožu, Sabosach, občina Šmarjeta v Rožu
- Zavrh, pri Bistrici v Rožu, Bärental, občina Bistrica v Rožu
- Zavrh, pri Šmarjeti v Rožu, Hintergupf, občina Šmarjeta v Rožu
- Zavrh (pri Borljah), tudi Sedem Studencev, Siebenbrünn, p.št. 9615 Goriče v Ziljski dolini, mestna občina Šmohor - Preseško jezero
- Zdihovo, Oberlinsenberg, občina Pokrče
- Zeduška vas, pri Šentjurju na Pesku oz. pri Trnji vasi, Judendorf, mesto Celovec[7]
- Zgornja Bela, pri Beljaku, Obere Fellach, mesto Beljak
- Zgornja Bela, pri Šmohorju, Obervellach, mestna občina Šmohor - Preseško jezero
- Zgornja Bela (v dolini Mele), Obervellach im Mölltal, tržna občina Zgornja Bela
- Zgornja Buhlja, pri Grabštanju, Oberwuchel, občina Grabštanj
- Zgornja Gmajna (nad Grebinjem), Obere Gemeinde, tržna občina Grebinj
- Zgornja Škofljica, pri Važenberku, Bischofberg, p.št. 9102 Srednje Trušnje, mestna občina Velikovec
- Zgornja vesca, pri Bilčovsu, Oberdörfl, občina Bilčovs
- Zgornja Vrata, Oberthörl, tržna občina Podklošter
- Zgornje Borovlje (pri Ledincah), Oberferlach, tržna občina Bekštanj
- Zgornje Dobje, pri Ločah, Oberaichwald (p.št. 9583), tržna občina Bekštanj
- Zgornje Dobje, pri Trušnjah, Oberaich (p.št. 9102 Srednje Trušnje), mestna občina Velikovec
- Zgornje Dole, pri Otoku, Obervellach, občina Otok
- Zgornje Dole, pri Žihpoljah, Obertöllern, občina Žihpolje
- Zgornje Goriče, pri Rožeku, Obergoritschach (p.št. 9232), tržna občina Rožek
- Zgornje Goriče, pri Timenici, Großgörtschach (p.št. 9064), tržna občina Štalenska gora
- Zgornje Hrebl(j)e, Oberkrähwald, tržna občina Mostič
- Zgornje Humče, pri Žihpoljah, Oberguntschach, občina Žihpolje
- Zgornje Jezerce, pri Vrbi, Oberjeserz, tržna občina Vrba na Koroškem
- Zgornje Kraje, nad Svečami, Oberkrajach, občina Bistrica v Rožu
- Zgornje Krčanje, Obergreutschach, občina Djekše
- Zgornje Libuče, pri Pliberku, Oberloibach, mestna občina Pliberk
- Zgornje Medgorje, pri Grabštanju, Obermieger, občina Grabštanj
- Zgornje Ribiče, pri Grabštanju), Oberfischern, občina Grabštanj
- Zgornje Rute, nad Ločami ob Baškem jezeru, Obergreuth, tržna občina Bekštanj
- Zgornje Rute, pri Radišah, Oberkreuth, občina Žrelec
- Zgornje Teharče, Obertechanting, tržna občina Bekštanj
- Zgornje Trušnje, Obertrixen, mestna občina Velikovec
- Zgornje Vinare, pri Šentvidu v Podjuni, Obernarrach, občina Žitara vas
- Zgornje Vogliče, pri Kostanjah, Oberwinklern, tržna občina Vrba na Koroškem
- Zgornje Vrese, Oberhaidach, mesto Celovec (Trnja vas)
- Zgornji Breg, pri Brnci, Oberrain, tržna občina Bekštanj
- Zgornji Kot, Zell-Oberwinkel, občina Sele
- Zgornji Podlog, pri Suhi, Oberpudlach, občina Suha
- Zgornji Podgrad, pri Dobrli vasi, Oberburg, tržna občina Dobrla vas
- Ziljica, pri Podkloštru, Gailitz, tržna občina Podklošter
- Zmotiče, pri Brnci, Sigmontitsch, tržna občina Bekštanj
- Zvenica, pri Štefanu na Zilji, Bichlhof, občina Štefan na Zilji
- Zvirče (pri Pokrčah), Wirtschach, občina Pokrče
- Zvonina, pri Kotmari vasi, Schwanein, občina Kotmara vas

## Ž
- Žabiče, pri Grabštanju, Froschendorf, občina Grabštanj
- Žaga, ob Vrbskem jezeru, Saag, občina Teholica ob Vrbskem jezeru
- Žale, ob Vrbskem jezeru,[15] (Vouk navaja krajevno ime Zadole[16]) Sallach, občina Poreče ob Vrbskem jezeru
- Žalha vas, pri Mostiču, Salchendorf, p.št. 9064 Štalenska gora, mestna občina Velikovec
- Žamanje, pri Škocjanu v Podjuni, Obersammelsdorf, občina Škocjan v Podjuni
- Žavška Gora, pri Grebinju, Salzenberg, tržna občina Grebinj
- Ždinja vas, pri Kamnu v Podjuni, Seidendorf, občina Škocjan v Podjuni
- Ždovlje, pri Glinjah, Seidolach, mestna občina Borovlje
- Železen (narečno Zeleze ali Železe), Selesen, tržna občina Mostič[17]
- Železna Kapla, Eisenkappel, tržna občina Železna Kapla - Bela
- Železnica, pri Hodišah, Schelesnitz, občina Hodiše
- Želinje, pri Velikovcu, Sankt Franzisi, mestna občina Velikovec
- Želuče, pri Bilčovsu, Selkach, občina Bilčovs
- Ženek, pri Šentlipšu, Sonnegg, občina Žitara vas
- Žihpolje, Maria Rain, občina Žihpolje
- Žilje, ob Krki, Sillebrücke, tržna občina Štalenska gora
- Žingarica, Singerberg, p.št. 9162 Struga, mestna občina Borovlje
- Žirovnica, pri Sinči vas, Wasserhofen, p.št. 9125 Sinča vas, tržna občina Dobrla vas
- Žitara vas, Sittersdorf, občina Žitara vas
- Žleben, pri Skočidolu, Schleben, občina Vernberk
- Žoprače, pri Vrbi, Selpritsch, tržna občina Vrba na Koroškem
- Žrelec, Ebenthal, občina Žrelec
- Žužabče, pri Štefanu na Zilji, Sussawitsch, občina Štefan na Zilji
- Žužalče, pri Brnci, Susalitsch, tržna občina Bekštanj
- Žvabek, Schwabegg, občina Suha

## Nekoroški kraji
- Dunaj, Wien

### Gradiščanska
- Dobra / Nauhaus am Klausenbach[18]
- Dobra / Doiberbach[18]
- Grič / Gritsch[18]
- Modinci / Mogersdorf[18]
- Mrzli Most / Deutsch Kaltenbrunn[18]
- avstrijsko Porabje / Raabtal[18]
- Raba / Raab (isto ime kot za rečico Raba/Raab na Celovškem polju)
- Stankovci / Neumarkt an der Raab[18]
- Strugarjevo / Kalch[18]
- Suhi Mlin / Windisch Minihof[18]
- Sv. Martin / St. Martin an der Raab[18]
- Toka / Tauka
- Velika / Welten[18]
- Železno / Eisenstadt
- Žabja vas / Krottendorf bei Nauhaus am Klausenbach
- Ženavci / Jennersdorf (avstrijsko Porabje)

### Salzburg
- Solnograd [zgodovinsko], Salzburg

### Spodnja Avstrija
- Dunajsko Novo mesto, Wiener Neustadt
- Kopanje pri Dunaju [zgodovinsko], Baden (bei Wien)

### Štajerska
- Arnež (Arvež) / Arnfels
- Borinje / Fehring p.št. 8350
- Cmurek / Mureck
- Gorica / Goritz bei Radgersburg (nekoč Windisch-Goritz, da bi kraj razlikovali od vasi Deutsch Goritz v istem političnem okraju), v t. i. Radgonskem kotu (Radgersburger Winkel)
- Gradec / Graz
- Ivnik / Eibiswald
- Lipnica / Leibnitz
- Lonč [zgodovinsko] / Deutschlandsberg
- Lučane / Leutschach
- Marijino Celje / Maria Zell
- Radgona / Bad Radkersburg
- Sekova[19] / Seckau
- Špilje, / Spielfeld
- Zgornji Osek / Oberhaag, Občina Zgornji Osek

### Tirolska
- Ina (reka) [zgodovinsko], reka Inn
- Inomost [zgodovinsko], mesto Innsbruck

### Zgodovinski seznami
- Abecedno kazalo vseh krajev vojvodine Koroške […], Celovec 1860 v Zbirki
- Popoln seznam krajev kraljestev in dežel, zastopanih v cesarskem svetu, glede na rezultate popisa z dne 31. decembra 1880, ki ga je objavila cesarska in kraljeva centralna statistična komisija na Dunaju. Dunaj, 2. Izd., 1882, (Koroška, str. 109-128) v Zbirki
- Imenik mest, tergov in krajev zapopadenih v zemljovidu slovenske dežele, kakor priloga istega na Wikiviru

### Nemška Wikipedija
- Liste der Gemeinden in Kärnten
- Topographieverordnung für Kärnten (1977)
- Liste slowenischer Flurnamen in Kärnten
- Liste slowenischer Exonyme für deutsche Toponyme